# تاريخ السودان
يقع السودان في شرق شمال أفريقيا مع اتصاله بالبحر الأحمر واحتلاله شطرا كبيرا من نهر النيل حيث إنه البلد الثاني لدول حوض النيل وكونه يربط بين أوروبا ومنطقة البحر الأبيض المتوسط وأواسط أفريقيا فجعله في ملتقى الطرق الأفريقية، وعلى اتصال دائم بجاراته. فنشأت علاقات تجارية وثقافية وسياسية بين مصر والبلاد السودانية منذ الأزل، وكان قدماء المصريين يسمونه تانحسو أي «أرض الأرواح» أو «أرض الله»و عندها بهرتهم خيراتها.
سكن الجنس النوبي قديما السودان في العصور الحجرية (8000 ق م - 3200 ق م). واتخذو أول خطواتهم نحو الحضارة. فقاموا بصناعة الفخار واستعمال المواقد والنار للطبخ. وكان العرب يطلقون علي المنطقة الواقعة جنوب الصحراء الكبرى بأفريقيا الممتدة من المحيط الأطلنطي غربا إلي البحر الأحمر والمحيط الهندي شرقا.
وفي عهدي الدولة الوسطى بمصر والدولة الحديثة ضم أحمس جزء في جنوب مصر أطلق عليه فيما بعد اسم كوش. وأصبحت اللغة المصرية القديمة هي اللغة الرسمية. ولا سيما بعدما طرد أحمس مؤسس الأسرة الثامنة عشر للهكسوس من مصر. ووصل تحتمس الثالث حتى الشلال الرابع. وكان ملوك الدولة الحديثة يعينون نوابا عنهم لإدارة المنطقة. وظهرت اللغة الكوشية أثناء مملكة كوش، وكانت لغة التفاهم بين الكوشيين قبل ظهور الكتابة المروية نسبة لمدينة مروي التي تقع على الضفة الشرقية للنيل شمال قرية البجراوية الحالية. وكانت عاصمة للسودان ما بين القرن السادس ق م. والقرن الرابع الميلادي. وعندها ازدهرت تجارة الصمغ والعاج والبخور والذهب بين الجزيرة العربية وبين موانئ السودان والحبشة. وكانت للسودان علاقات مع ليبيا والحبشة منذ القدم. وفي الآثار السودانية كانت مملكة مروي على صلة بالحضارة الهندية في العصور القديمة. وكان الإغريق يسمون البلاد الواقعة جنوب مصر "أثيوبيا وقال هوميروس عنها أن الآلهة يجتمعون في السودان في عيدهم السنوي.

## آثار السودان
السودان من أقدم البلاد التي سكنها البشر بحسب الحفريات التي وجدت في بعض أجزائه مؤخرا. وبالرغم من أنه بلد قديم أيضا في اكتشاف الكتابة –فقد كتب بالهيروغليفية المصرية في أزمان سحيقة بل هنالك رأي يقول أن الهيروغليفية نفسها بدأت فيه ثم اتجهت شمالا- كما كانت اللغة المروية أول لغة صوتية في إفريقيا (ذلك أن الهيروغليفية لغة معنى بترميز المعاني لا أصوات الكلمات كما هي اللغات الأبجدية المختلفة) إلا أن السودان أصابه انقطاع حضاري فيما يتعلق بالتدوين جعل الكتابات عن تاريخه في الغالب مأخوذة عن المؤرخين الإغريق من جهة والعرب المسلمين من جهة أخرى. تلك الكتابات لا تغطي كافة حلقات السودان التاريخية، ولا تشمل كافة بقاع السودان الحالية.

## أصل التسمية

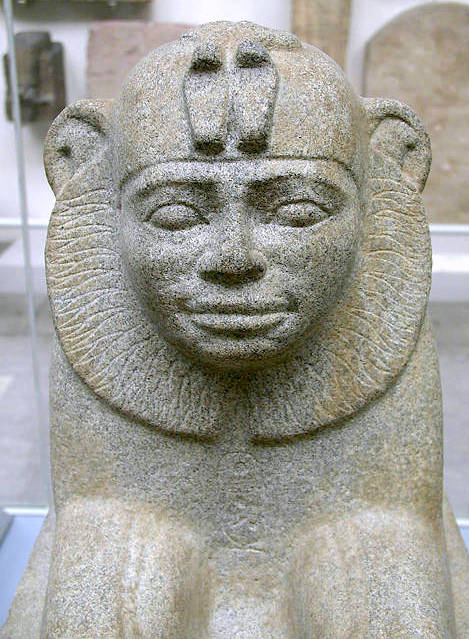
تمثال لوجه الملك ترهاقا على جسد أسد، وهو واحد من أشهر الملوك الكوشيين وخامس ملوك الأسرة الخامسة والعشرين التي حكمت مصر، يوجد التمثال حاليا بالمتحف البريطاني

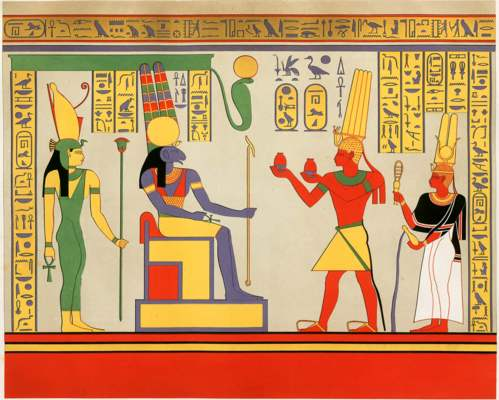
الملك طهراقا في معبد جبل البركل، السودان

### من تانهسو إلى إثيوبيا
كان قدماء المصريين يطلقون اسم تانهسو على المنطقة التي تقع جنوب مصر ويعنون بهذا اللفظ بلاد السود، في حين ورد الاسم إثيوبيا في كتاب الإلياذة مرتين، وفي الأوديسا ثلاث مرات للدلالة على المنطقة ذاتها، وهو اسم مركب من لفظين باللغة الإغريقية وهما ايثو (aitho) بمعنى المحروق، وأوبسيس (opsis) أي الوجه وبذلك يصبح اللفظ إثيوبيا Aethiopia (باللغة الإغريقية Αἰθιοπία) مرادفا لبلاد الوجوه المحروقة أو البشرة البنية أو السوداء اللون.

كذلك ورد اللفظ إثيوبيا في كثير من تراجم الكتاب المقدس (العهد القديم) بالمعنى ذاته وللدلالة على المنطقة جنوب مصر، وتحدثت الترجمة اليونانية للكتاب المقدس (العهد الجديد) عمّا وصفته بخادم إثيوبي للملكة النوبية الكنداكة، لكن النصوص العبرية في التوراة ذكرت اسم بلاد كوش مرات عديدة (37 مرة) للإشارة إلى بلاد النوبة، جنوب مصر، حيث نقرأ:
وعرف كوش بأنه هو ابن حام ابن نوح، وقد أطلق الأباطرة الأحباش على بلادهم اسم أثيوبيا بدلا عن الحبشة تماشيا مع الملك الحبشي إيزانا الذي احتل مروي عاصمة مملكة إثيوبيا -الواقعة في شمال السودان حاليا - والذي أطلق على نفسه ملك ملوك أثيوبيا.
وجاء في موسوعة حضارة العالم إن المؤرخ اليوناني الشهير هوميروس قد ذكر بأن الألهة كانوا يجتمعون في السودان في عيدهم السنوي، كما ذكر عاصمتها مروي، ووفقا لديودورس فإن السودانيين هم من أوائل الخلق علي وجه البسيطة، وأنهم أول من عبد الآلهة وقدم لها الـقرابين، وأنهم من علم الكتابة للمصريين. وفي العهد المروي كانت العلاقات ودية بين البطالسة والسودانيين، لاسيما في عهد بطليموس الثاني. كما كانت العلاقـة وثيقة بين كوش واليونان.

### السودان
كان قدماء المؤرخين العرب قد ترجموا اللفظ الاغريقي إثيوبيا إلى  بلاد السودان ، وتحت اسم السودان جمع قدماء المؤرخين العرب جميع الشعوب القاطنة جنوب الصحراء الكبرى مثل تكرور وغانة وصنهاجة وغيرهم.
يقول اليعقوبي في كتابه (تاريخ اليعقوبي)عن ممالك الحبشة والسودان، إن أبناء نوح تفرقوا من أرض بابل وقصدوا المغرب، فجازوا من عبر الفرات إلى مسقط الشمس، وانقسم أولاد كوش بن حام، وهم الحبشة والسودان، عند عبورهم نيل مصر إلى فرقتين، فرقة منهم قصدت البين بين المشرق والمغرب، وهم النوبة، والبجة، والحبشة، والزنج، والأخرى قصدت الغرب، وهم زغاوه، والتبو, والحسن، والقاقو، والمرويون، ومرندة، والكوكو، وغانه. وواضح إن سودان اليعقوبي يشمل منطقة الساحل في أفريقيا.
جاء في مقدمة ابن خلدون بأن كلمة (السودان) كلمة مرادفة للزنوج.
وقد أعتمدت الإدارة الاستعمارية البريطانية رسميا اسم السودان المصري الإنجليزي في اتفاقية الحكم الثنائي في عام 1899 والتي وقعها اللورد كرومر ممثلا لـبريطانيا العظمى وبطرس غالي وزير خارجية مصر آنذاك. وكان الملك فاروق ملك مصر السابق يلقب بملك مصر والسودان.
باستقلال البلاد في أول يناير / كانون الثاني 1956 أصبح اسمها جمهورية السودان (وبالإنجليزية Republic of the Sudan) أضيفت اداة التعريف باللغة الإنجليزية (the) إلى النص الإنجليزي لتمييز الاسم الرسمي للبلاد عن السودان الجغرافي الذي يشمل منطقة الساحل الأفريقي لا سيما تلك المنطقة التي كانت تعرف ابان حقبة الاستعمار الغربي لأفريقيا بـالسودان الفرنسي، الذي شمل كلا من تشاد والنيجر ومالي، وكانت هذه الأخيرة تعرف باسم الجمهورية السودانية في عام 1959 ولكنها غيرت اسمها في عام 1960 إلى اسم مالي تيمنا بـ إمبراطورية مالي التي تأسست في القرن الثامن الميلادي واستمرت حتى سنة 1078 م حين احتلها المغاربة الموحدين.
وبعد انفصال جنوب السودان في استفتاء عام أجري في عام 2011 تنفيذا لـ اتفاقية السلام الشامل التي وقعت في بلدة نيفاشا بكينيا بين حكومة السودان والحركة الشعبية لتحرير السودان عام 2005، حافظ الجنوبيون على اسم السودان واطلقوا على دولتهم الوليدة اسم جمهورية جنوب السودان.

## التاريخ القديم

### السودان في التاريخ القديم

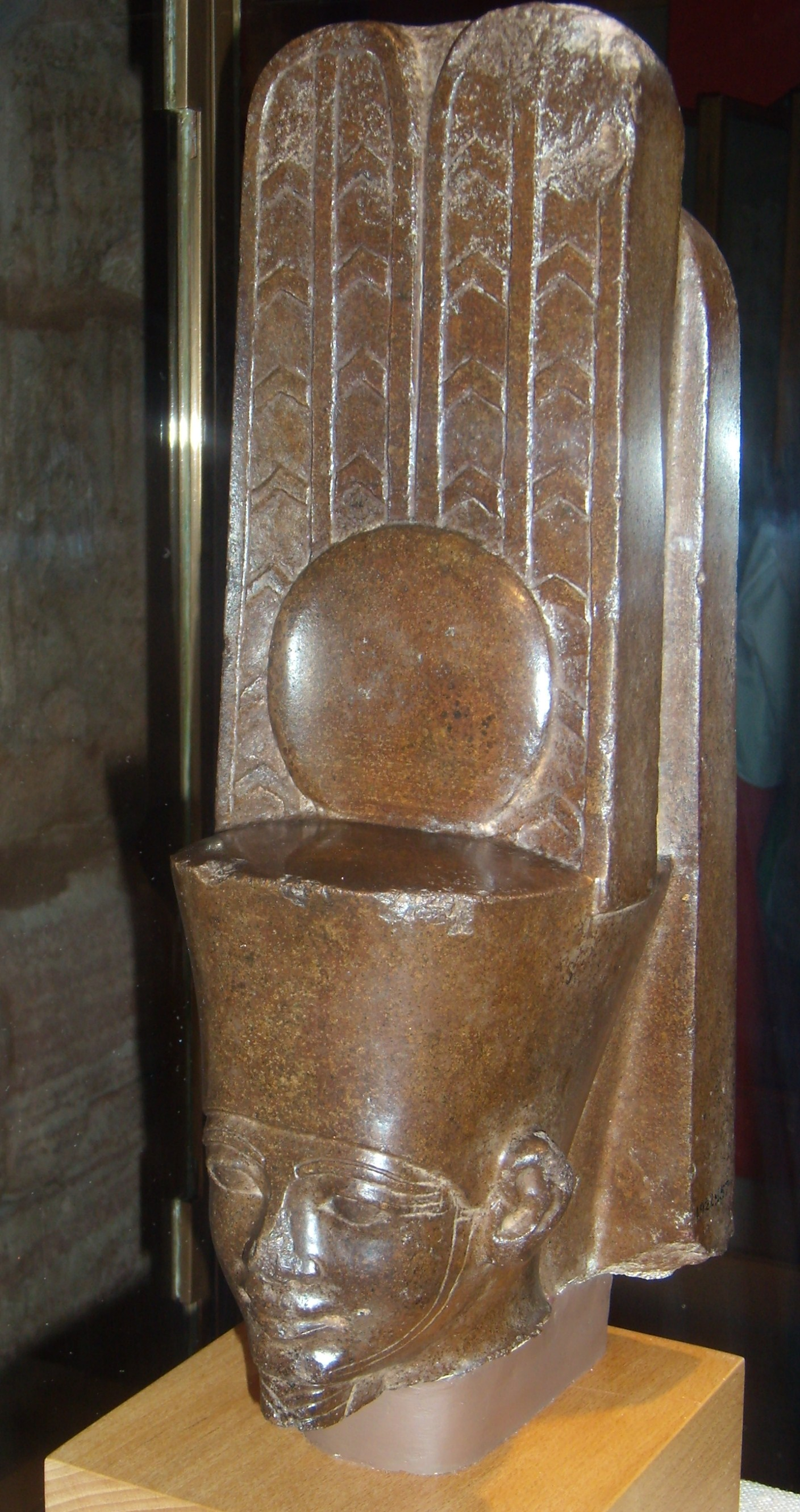
تمثال الفرعون النوبي تنوت أماني اخر ملوك الأسرة الخامسة والعشرين

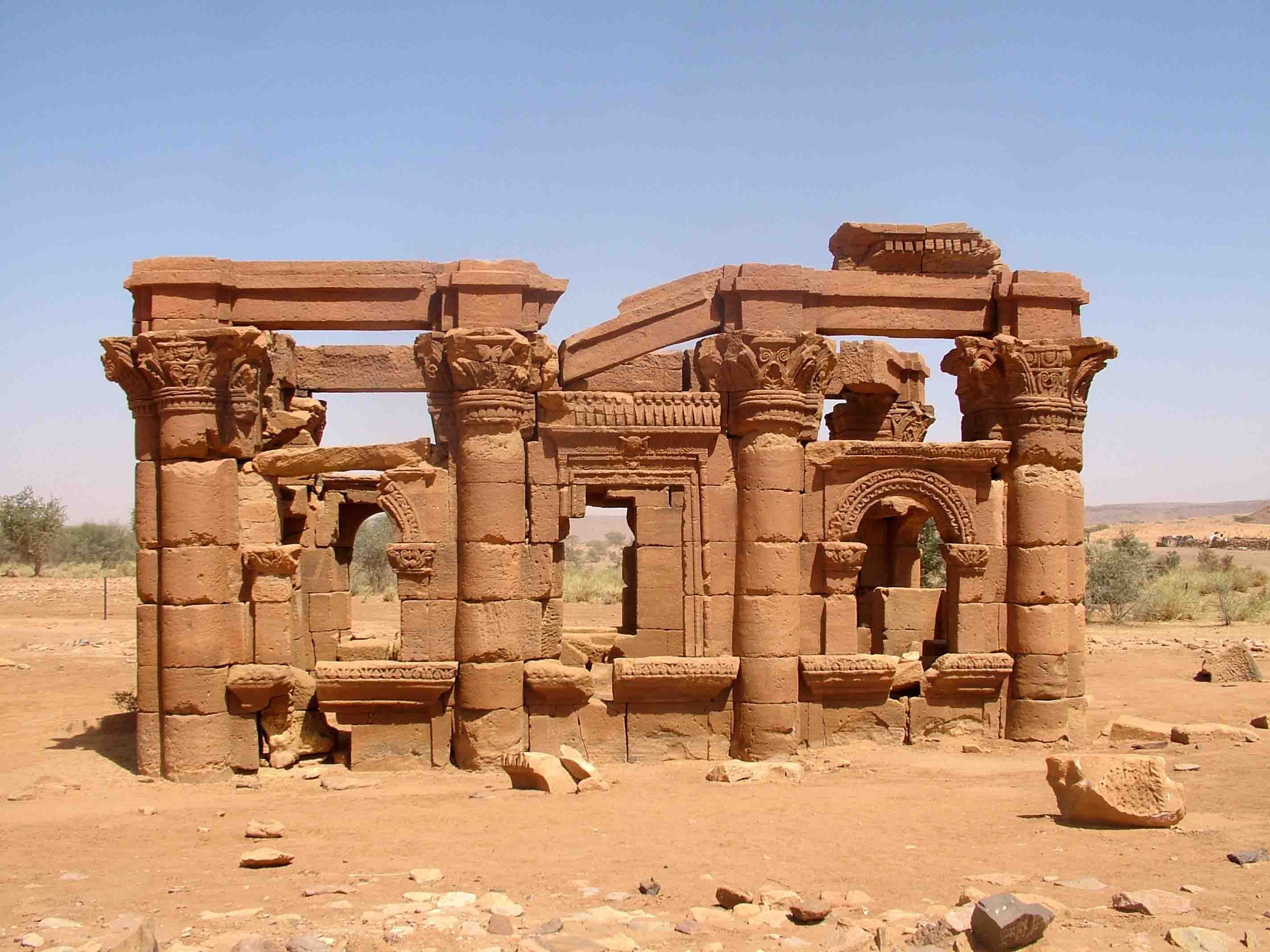
المعبد الروماني في منطقة النقعة

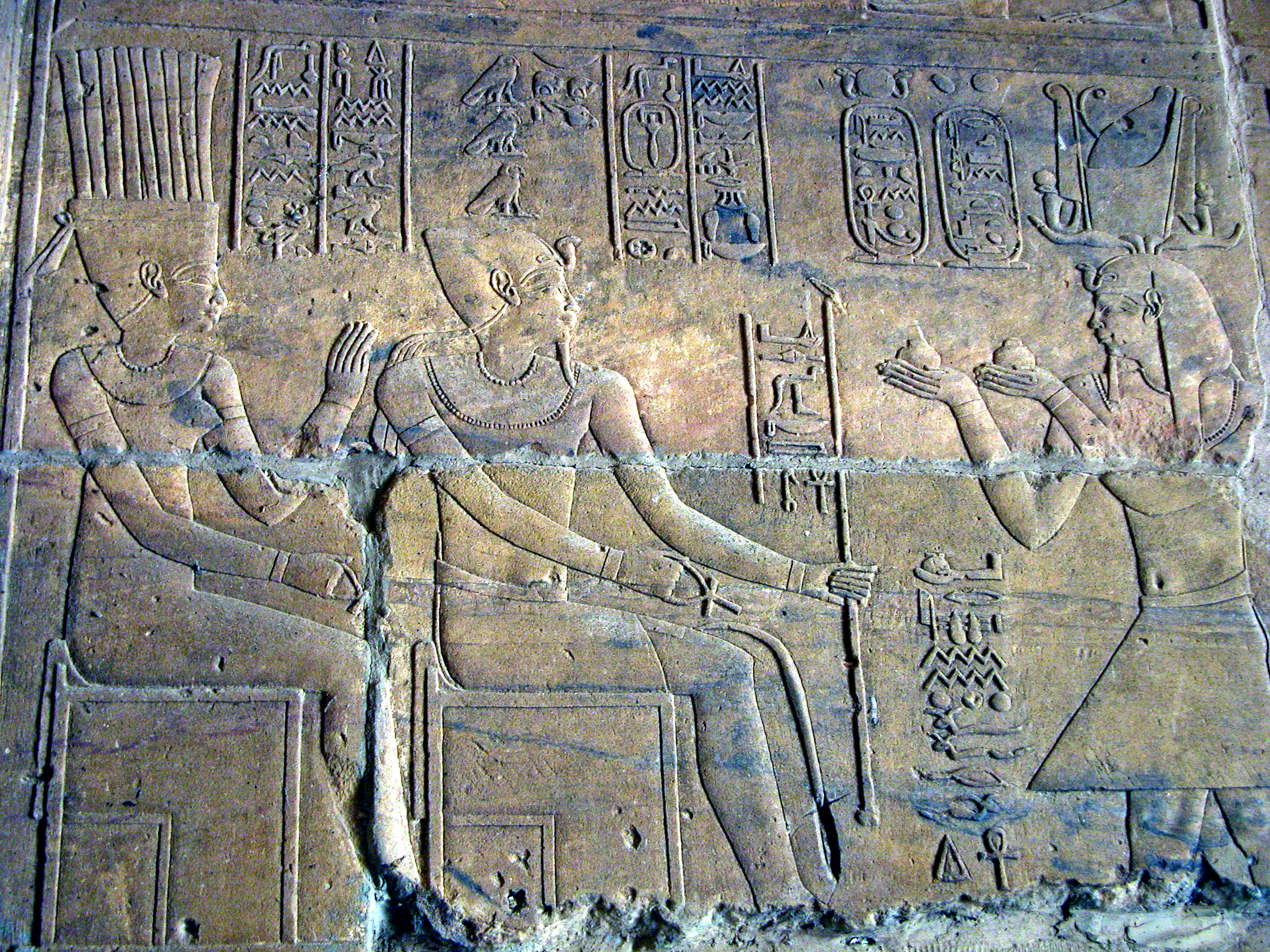
نقش في أحد جدران المعابد النوبية

يبدأ التاريخ الموثق عن السودان من حوالي 50 قرنا أي خمسة آلاف سنة، ومصادر هذا التاريخ:
- النقوش النوبية في بعض جهات السودان.
- الهياكل العظمية في المقابر النوبية.
- الصناعات الحديدية والنحاسية المتطورة.

وكان من أهم ملوك النوبة في عهد استقلاله الملك بيى (بعانخي) الذي حكم مملكة النوبة سنة 751 ق م..
ازدهرت العلاقة بين السودان واليونان في تلك الحقبة حتى حاول اليونان التغلغل في الأراضي السودانية في إطار توسعهم في الحكم، إلا أن السودانيين حافظوا على استقلالهم السياسي.

### حضارة المجموعتين الأولى والثانية

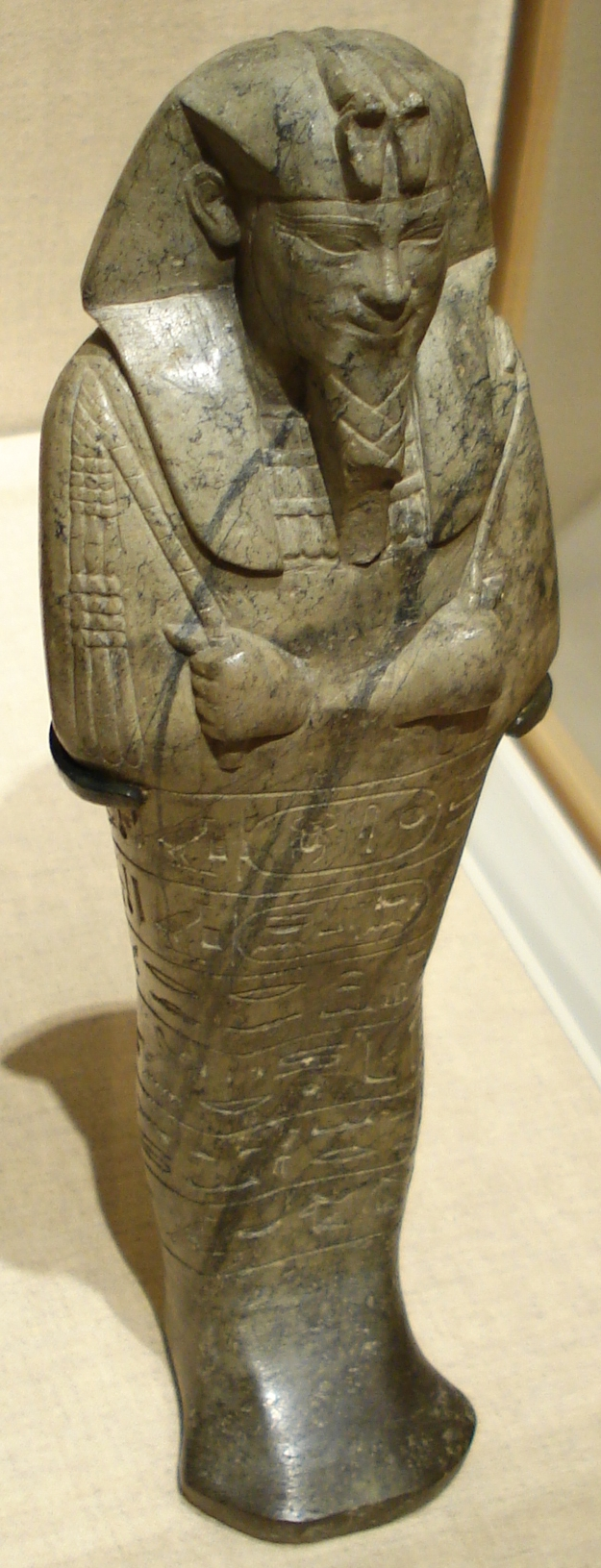
تمثال الملك النوبي سنكامانسكن

ولا يعرف شيء عن السودان علي وجه التحقيق ما بين عامي 3800 ق م. و3100 ق. م. ولكن توجد قبور في أماكن مختلفة ببلاد النوبة تمثل ثقافة لا تعرف من قبل ويرجع تاريخها عام 3100 ق م، ويطلق عليها «حضارة المجموعة الأولي»، ومن بين آثارها التي وجدت في هذه القبور الأواني الفخارية والأدوات النحاسية.
وهناك كانت حضارة أخرى تعرف «بحضارة المجموعة الثانية» تلت ثقافة المجموعة الأولي.
وفي الفترة ما بين 2240 ق م - 2150 ق م ظهرت في بلاد النوبة حضارة تعرف بثقافة عصر «المجموعة الحضارية الثالثة».

### السودان قبل التاريخ
وأظهرت الحفريات الأثرية آثارا سودانية منذ حوالي عام 3100 ق. م. إلي 2000 ق م. اتخذ إنسان السودان أول خطوة معروفة نحو الحضارة في أفريقيا بصناعة الفخار واستعماله. وكان هؤلاء السكان، وهم سكان الخرطوم القديمة يعيشون في مجتمع متطور مقسم إلى حرف ومهن كما يظهر من آثارهم.

### التفاعل مع شبه الجزيرة العربية
وكان بين السودان وشبه الجزيرة العربية والشواطئ العربية والإفريقيـة صلات قديمة عبر البحر الأحمر. حيث ازدهرت تجارة الصمغ والعاج والبخور والذهب بين السودان والحبشة من ناحية وبين موانئ الجزيرة العربية من ناحية أخرى. ومنذ 2000 سنة ق م. احتلت إمبراطورية الحبشة بلاد اليمن كما حدثت هجرات عربية من شبة الجزيرة العربية إلى أرض النوبة في شمال السودان.

### المجموعة الحضارية الثالثة
بعد نهاية مملكة مروي قامت ثلاثة ممالك نوبية. فكانت في الشمال مملكة النوباطيين التي تمتد من الشلال الأول إلي الشلال الثالث وعاصمتها "فرس". ويليها جنوبـا مملكة المغرة التي تنتهي حدودها الجنوبية عند "الأبواب"التي تقع بالقرب من كبوشية جنوب مروي القديمة، وهذه المملكة عاصمتها "دنقلا العجوز "، ثم مملكة علوة وعاصمتها سوبا وتقع بالقرب من الخرطوم. وإتحدت مملكتا النوباطيين والمغرة فيما بين عامي 650- 710 م وصارتا مملكة واحدة. وصلت النوبة قوة مجدها في القرن العاشر الميلادي وكان ملك النوبة المدافع الأول عن بطريرك الكنيسة المرقسية بالإسكندرية. ولما انهزم "كودنيس "آخر ملك علي مملكة دنقلا "عام 1323 م، انتهت الدولة المسيحية. وبعد ذلك اعتنق السودانيون الإسلام.
فتاريخ الفترة التي تمتد من القرن الثامن قبل الميلاد إلي القرن الرابع الميلادي، نجده في الكتابات التي تركها السودانيون علي جدران معابدهم بالشمال وفي الأهرامات كأهرامات جبل البركل ونوري التي بناها ملوك نبتة ومروي، والأثار علي ضفتى النيل ما بين وادى حلفا وسنار وفي منطقة بوهين وفرس وعبد القادرو نبتة ومروي القديمة وفركة وجنوب وادى حلفا والكوة وبكرمة بمنطقة دنقلة، وفي منطقة جبل البركل ومروي. والأهرام الملكية في البجراوية والحصون التي شيدت في السودان في عصر إمبراطورية مروي وفي قرية الشهيناب علي الضفة الغربية من النيل وسوبـا بالقرب من الخرطوم، ودير الغزالة بالقرب من مدينة مروي الحديثة. وفي وادى حلفا بعمارة غرب، وسيسي «مدينتان محصنتان وفيهما معابد بنيت من الحجر الرملى». وبجانب الأثار هناك، توجد عدة كتابات لكتاب رومان وإغريق إلا أن معظمها يعتمد علي الإشارة والتلميح كما أنها لا تعدو أن تكون أوهاما.

## دخول الإسلام السودان
وفي القرن العاشر الميلادي كان السودان منقسما إلى:
1. مملكة الداجو في دارفور وكانت عاصمتها جبل مرة ثم أم كردوس فكلوا.
2. مملكة المقرة في الشمال وكانت دنقلا عاصمة لها.
3. مملكة علوة على النيل الأزرق وعاصمتها سوبا.
4. مملكة البجة في شرق السودان ومقر ملكها في هجر.

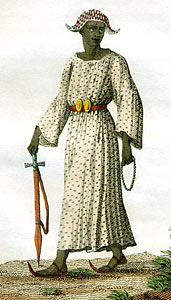
رسم لأحد ملوك سنار

أشار آركل إلى أنه في منتصف القرن الرابع الميلادي انقسمت مملكة الداجو إلى عدة ممالك غرب النيل. ويعتقد أن الداجو جاءوا من مروي بعد سقوطها على يد عيزانا ملك مملكة أكسوم الحبشية فاستطاع ملوك مروي الهروب جنوب غرب نهر النيل وأنشأوا مملكة في دارفور. وكانت عاصمة المملكة الأولى في جبل قدير حيث توفي ملك الداجو قدير ودفن تحت الجبل وأطلق اسمه عليه في كردفان ثم نقلها السلطان أحمد الداج إلى جبل مرة ثم تحولت في عهد السلطان عبد الله بحر إلى أم كردوس. ولما جاء عهد السلطان الطاغية عمر كسيفورو حول العاصمة إلى جبل كلوا. وهناك حدثت القصة المشهورة التي أدت إلى ركوبه التيتل ففر به إلى أن سقط رأسه في دار سلا حيث أنشأ الداجو سلطنة هناك (الآن تتبع لجمهورية تشاد). وبقي بطن من الداجو تحت إدارة سلطان يدعى أحمد تنجر وهو شقيق السلطان عمر كسيفورو حاكما على دارفور وغير العاصمة إلى مدينة أوري في الشمال.
في عهد الظاهر بيبرس تم إرسال حملة للقضاء على مملكة المقرة المسيحية سنة 1276 م. وهزم الملك داود، وكانت تلك الحملة من الحملات القوية حتى انهم استطاعوا أن يحولوا الكنائس إلى مساجد. فاستمر التدفق الإسلامي جنوبا حتى جاوروا مملكة علوة التي كانت تدين بالمسيحية أيضا، فتحالف العرب بقيادة عبد الله جماع مع الفونج وهاجموا علوة وكان أول هجوم لهم من بوابة علوة من اربجي حيث تعد اربجي الميناء الرئيسي لعلوة علي النيل الأزرق كما هي حامية رئيسة لعلوة علي النيل الأزرق وبعد معركة أربجي 1504 وانتصار الفونج دخلوا سوبا وخربوها خرابا مشهورا حتى أطلق المثل «خراب سوبا». بانتصار الفونج وحلفائهم العرب في 1504 م بدأت أول سلطنة عربية إسلامية في السودان وكان سلطانها هو قائد الفونج في معاركهم «عمارة دونقس» وكان قائد العرب «عبد الله جماع» وزيرا له، وتم الاتفاق أن يكون السلاطين من الفونج والوزراء من العرب. دخل الدين الإسلامي إلى السودان في الشمال والشرق والغرب والوسط والقليل من المناطق الجنوبية، وانتشرت مع الإسلام اللغة العربية التي بدأت تسود البلاد وتختلط بالسودانيين حتى تكونت اللهجة السودانية الحديثة.
بعد فترة طويلة من المجد والعظمة ضعفت السلطنة الزرقاء (سلطنة الفونج) بسبب المعارك مع مملكة الفور على مناطق كردفان سنة 1748 التي أجهدت المملكتين عسكريا واقتصاديا.

## الفتح التركي 1820

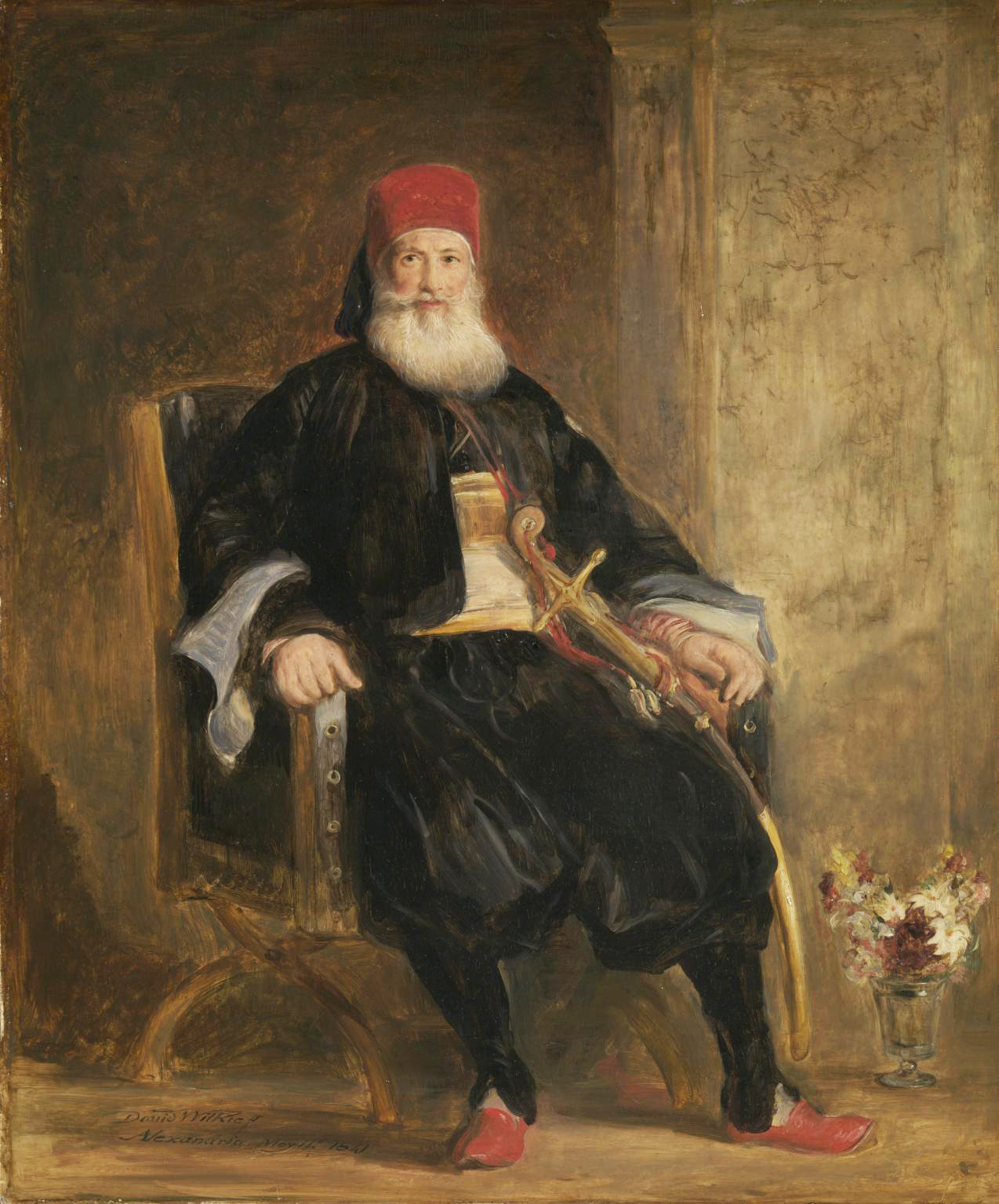
لوحة لمحمد علي باشا، بريشة السير دايڤيد ولكي.

بعد أن حكم محمد علي باشا مصر أراد أن يكون له جيشا قويا بسبب الأطماع الأوروبية الهادفة إلى الاستيلاء على بلاده، وخاصة بعد الحملة الفرنسية على مصر بقيادة نابليون بونابرت الذي استمر من 1798 ولم ينته إلا بالصلح الذي عقده الفرنسيون مع الإنجليز سنة 1802 ثم حاولت إنجلترا غزو مصر في 1807 فيما عرف بحملة فريزر لكن المقاومة الشعبية في رشيد صدت غزوهم. فعمل الباشا جاهدا على أن يوسع رقعة حكمه شرقا إلى الحجاز، غربا إلى ليبيا وجنوبا إلى السودان ليضم هذه البلدان تحت إمبراطوريته حتى انه شمل في تهديده الإمبراطورية العثمانية نفسها. بدأ بأراضي الحجاز فهاجمها في السنوات ما بين 1811
- 1818م وانتصر على السعوديين وبعدها اتجه غربا فأمن حدوده الغربية حتى واحة سيوة سنة 1820.

لم يبق له سوى تأمين الحدود الجنوبية، إن حملاته ضد الحجاز شغلته عن ذلك سابقا حتى أرسل وفدا يحمل في ظاهره الصداقة والمودة إلى سلطان الفونج في 1813 وكانت مهمة الوفد استقصاء الحقائق حول الوضع السياسي، الاجتماعي، الاقتصادي والحربي. وقد حمل الوفد هدايا إلى السلطان تقدر قيمتها بـ 4 ألف ريال (كانت العملة السائدة في السودان في ذلك الوقت الريال النمساوي أو الإسباني أو المكسيكي) فرد السلطان الهدية بما يتناسب ورغبات الباشا ولكن أهم ما حمله الوفد في طريق عودته كانت التقارير التي تفيد ضعف السلطنة خاصة والسودانيين عامة بالإضافة إلى خلو السودان من الأسلحة النارية. رغم ذلك تأخر الغزو بعد ذلك عدة سنوات لأن الوهابيين لم تنكسر شوكتهم بعد.
أراد محمد علي أن يكون جيشه حديثا ومجهزا بأحدث الأسلحة وبنظام وتدريب حديثين، لكنه علم أن جنوده لن يقبلوا هذا النظام بسبب عدم اهتمامهم وبسبب عدم رغبتهم في إطاعة الأوامر. فقرر أن يستجلب الجنود من السودان وكان هذا من الأسباب التي دفعته إلى الاستيلاء على السودان. كان السوداني بقامته العسكرية وشجاعته المعهودة من احسن الجنود. اشتهر السودان منذ القدم بأن أراضيه غنية ب الذهب وكان محمد علي في حاجة إليه لإنفاقه على بلاده عسكريا وصناعيا وحتى زراعيا.
خلال القرن الثامن عشر كانت الحبشة تشكل تهديدا للمصريين والسودانيين بتحويلها لمجرى النيل وخاصة بعد الأنباء التي أشاعت أن الإنجليز وأوروبا عامة مساندة لفكرة التحويل. أراد محمد علي أن يأمن هذا الأمر أيضا باستيلائه على السودان، بالإضافة إلى ما في ذلك من زيادة للرقعة الزراعية لأراضيه. أراد محمد علي من السودانيين أن يكونوا على مودة مع الوالي لكن الأمر لم يكن كذلك إذ أن المماليك الذين هربوا من مكائده اتخذوا من شمال السودان موطنا لهم بالقرب من مملكة الشايقية، حيث أنشؤوا مملكة لهم كانت بمثابة طعنة في ظهر محمد علي، لذلك قرر أن يقضي عليهم خوفا من أن تزيد سلطتهم ويسيطروا على السودان فيشكلوا خطرا على حكمه. كان محمد علي يرمي إلى استغلال تجارة السودان واحتكار حاصلاتها وتسويقها في السوق العالمية عن طريق مصر. من أهم صادرات السودان آن ذاك: العاج، الأبنوس، ريش النعام والجلود هذا بالإضافة للذهب الذي طالما اعتقد المصريون وجوده في السودان بكميات مهولة، كما أن السودان كان سوقا جيدا للصادرات المصرية. وإذا حصرنا هذه الأسباب نجدها:
- تأمين البلاد ضد الغزو الأوروبي باستجلاب الجنود من السودان. وبزيادة رقعة وعدد سكان بلاده.
- الحصول على التمويل لدعم القطاعات المختلفة في مصر باستغلال الذهب والتجارة والحاصلات السودانية.
- تامين مجرى النيل المصدر الوحيد لري الأراضي المصرية وزيادة المساحة الزراعية.
- وجود المماليك في السودان.

بعد عودة الوفد المصري التركي الذي أرسله محمد علي باشا ما لبث أن قدم إلى مصر الشيخ بشير ود عقيد من قرية أم الطيور قرب عطبرة في 1816 وطلب من محمد علي أن يعينه على خصمه ملك الجعليين الذي أقصاه من مشيخته، اعتقد الشيخ أن الباشا سيساعده فأبقاه الباشا واكرم وفادته حتى أعد العدة لفتح السودان وأرسله مع الجيش سنة 1820، ثم عينه شيخا على شندي في آخر الأمر بعد نزوح المك نمر إلى الحبشة. وأرسل أيضا جيشا آخر إلى سلطنة الفور ليستولي على كردفان ودارفور.

### (الحملة الأولى) الزحف إلى سنار يوليو 1820
تولى قيادة الجيش الأول إسماعيل بن محمد علي باشا وضم الجيش 4500 من الجنود فيهم الأتراك والأرناؤوط والمغاربة والمصريين خصوصا قبيلة العبابدة اللتي دعمت الحملة بالرجال والغذاء والمواشي  وتسلحوا بالبنادق و24 مدفعا. وعلى سبيل المثال عدد الجنود لا يتناسب مع عدد المراكب والجمال، لكننا نسرد الأرقام تماما كما وردت في المرجع). وجد حكام شمال السودان أنفسهم ضعافا أمام الحملة نظرا لتفرقهم إلى ممالك صغيرة، فسلموا الأمر إلى إسماعيل باشا. أما المماليك فهرب جزء منهم إلى الجعليين وسلم البعض الآخر نفسه إلى إسماعيل.

#### معركة كورتي نوفمبر 1821
لم يقابل جيش إسماعيل أية عقبة حتى وصل ديار الشايقية الذين اعتزوا بسطوتهم على جيرانهم وثورتهم على الفونج. آثر الشوايقة الخضوع للحكم على أن لا يتدخل الباشا في شؤونهم لكن إسماعيل وضع شروطا كان أهمها هو تسليمهم الخيل والسلاح (الأبيض) وأن يفلحوا الأرض فلم يقبلوا بذلك وعزموا على القتال. بدأ النصر يلوح للشوايقة حتى انهم قطعوا أذاني عدوهم بقيادة الملك صبير حاكم غرب الشايقية

#### اجتياح سنار
سار الجيش متجها نحو سنار عاصمة مملكة الفونج فأرسل إسماعيل إلى الوزير محمد ود عدلان الذين كان ممسكا بزمام الحكم بدلا من السلطان بادي السادس. وطلب إسماعيل باشا الولاء للخليفة العثماني فكتب له ود عدلان رسالته المشهورة: لا يغرنك انتصارك على الجعليين والشايقية، فنحن هنا الملوك وهم الرعية. أما علمت بأن سنار محروسة محمية، بصوارم قواطع هندية، وجياد جرد أدهمية، ورجال صابرين على القتال بكرة وعشية. كان ظاهرا أن ود عدلان لم يكن يعيش واقع عصره إذ أن جواسيسه أخبروه أن الجيش قوامه 186 ألف محارب (نلاحظ أن الجيش المتحرك من مصر كان 4500 جندي) حتى انه أخذ يطلب العون من الأولياء والصالحين بدلا من تجنيد الجند من القبائل ومحالفة القبائل الأخرى ليستعد لمقابلة الجيش، أو لعلّه تكتيك حربي من جانب ود عدلان يدخل في نطاق الحرب النفسية بين الجانبين. على أية حال تم اغتيال ود عدلان بسبب مشاكله مع أبناء عمومته قبل أن يصل إلى اتفاق مع الفور بشأن توحيد الكلمة لمحاربة الغازي. بدأ الأرباب دفع الله الوزير الجديد للسلطنة بالمفاوضات في ود مدني مع إسماعيل ونقل إليه رغبة السلطنة في الخضوع بعد أن أدرك أنه لا فائدة ترجى من المقاومة. لما اقترب إسماعيل من سنار خرج إليه بادي السادس (الذي كان شابا في الخامسة والعشرين) مبايعا وتنازل عن سلطانه لخليفة المسلمين في 13 يونيو 1821. هكذا انتهت سلطنة الفونج التي عاشت في ربوع السودان من عام 1504 – 1821م، بدخول الجيش في اليوم التالي دخول الغزاة المنتصرين وهم يقصفون البر ومن خلفهم سار السلطان السابق بعد أن عينه إسماعيل شيخا على سنار ليجمع الضرائب ويسلمها للإدارة التركية المصرية.

### الحملة الثانية - حملة كردفان ودارفور
أرسل محمد علي جيشا آخر بقيادة صهره محمد بك الدفتردار لضم غرب السودان إلى أملاك مصر. ولقد أمد الكبابيش وهي القبيلة التي تقطن بين مصر والمناطق الغربية للسودان والتي كانت تحمل البضائع من وإلى مصر من تلك المناطق أمدت جيش الدفتردار بما احتاج إليه من جمال لنقل العتاد إلى غرب السودان وكانوا خير دليل لتحديد أماكن الآبار ومناطق المعسكرات. سار جيش الدفتردار عقب انطلاق الجيش الأول وقبل أن يصل إلى الأبيض عاصمة الفور أرسل إلى سلطانها محمد الفضل ينصحه بالتسليم فرد ود الفضل:  أما علمت أن عندنا العباد والزهاد، والأقطاب والأولياء الصالحين من ظهرت لهم الكرامات في وقتنا هذا وهم بيننا يدفعون شر ناركم، فتصير رمادا، ويرجع إلى أهله والله يكفي شر الظالمين. لكن الدفتردار تقدم إلى كردفان دون أن يعترضه أي معترض فلما علم الوالي خرج بعسكره متجها شمالا إلى بارا ليواجه الجيش الغازي.

#### واقعة بارا 16 أبريل1821م
التقى الغزاة مع جيش المقدوم مسلم والي كردفان الذي عينه السلطان محمد الفضل وهو سلطان دارفور الذي ضم كردفان إلى مملكته وعين محمد الفضل حاكما على كردفان تحت سلطانه وعقبهم في كردفان يسمون بالمسبعات، فاندفع جيش الأخير لا يظن سوى النصر (كما فعل الشايقية من قبل) لكنهم تفاجئوا بسقوط الجنود بالرصاص فعلموا أنه لا قبل لهم بعدوهم وهم يحملون السيوف والرماح. وهكذا انتهت واقعة بارا بانهزام الوطنيين وانتصار الغزاة فسقطت كردفان في يد الدفتردار قبل سقوط سنار في يد إسماعيل. لم يحاول السلطان المقاومة بل نزح إلى الفاشر ينتظر تطورات الموقف. لم يسر الدفتردار أبعد من الأبيض لندرة المياه في تلك المناطق فأعلن محمد علي باشا عدم رغبته في فتح دارفور بل فكر في إخلاء كردفان والتنازل لأحد الملوك ليدفع الجزية إلا أن الدفتردار أقنعه بالعدول فعدل عن ذلك في 1822م.وبذلك سقطت كرفان من سلطنة الفور.التي كانت تحت امرة ملوك دارفور منذ عهد السلطان تيراب الذي كان عاصمته شوبا إحدى ضواحى مدينة كبكابيه الآن وبه اثار مسجده العتيق شاهدا للتاريخ.

### مقـتل إسماعيل بن محمد علي باشا1822
بدأت الثورات تظهر في مختلف المناطق بسبب الازدياد المتواصل في الضرائب التي فرضها الأتراك على السودانيين إذ أن الضرائب السنوية للممتلكات كانت تقدر بنصف الثمن. فلما هدأت تلك الثورات بعد أن زاد الولاة في قسوتهم وزادوا في ضرائب الجهات الثائرة إذ أن الجزيرة زيدت ضرائبها من 35,000 ريال إلى 50,000 ريال وكذلك أراضي الجعليين.
وصل إسماعيل باشا إلى شندي في ديسمبر 1822 وأمر المك نمر والمك مساعد بالمثول أمامه وعند حضورهما بدأ الباشا بتأنيب المك نمر واتهامه بإثارة القلاقل ومن ثم عاقبه بأن أمره أن يدفع غرامة فادحة، فدرها (1000 أوقية ذهب، ألفي عبد ذكر، 4 آلاف من النساء والأطفال، ألف جمل ومثلها من البقر والضأن) واختلفت المصادر في الأعداد لكن اتفقت في استحالة الطلب ثم راى زوجة المك نمر (سعيدة) فاعجب بجمالها فطلبها هي أيضا. رد المك باستحالة الطلب فأهانه الباشا وضربه بغليونه التركي بإساءة بالغة أمام الحاضرين. حتى أن المك رفع سيفه فأوقفه المك مساعد وتحدث إليه باللهجة الهدندوية (التي عرفوها عن طريق التجارة مع سكان البحر الأحمر) فأبدى المك رضوخه وأظهر خضوعه بأن دعا الباشا إلى العشاء وذبح له الضأن وهيأ له الحرس وأمعن في خدمته وأخبره أن الغرامة ستدفع في صباح اليوم التالي، أثناء ذلك كان الجعليون يطوقون الحفل بالقش من كل مكان مخبرين رجال الباشا أنها للماشية التي ستحضر وقبيل انفضاض الحفل أطلق الجعليون النار في القش فمات إسماعيل ورجاله خنقا وحرقا. نتيجة لذلك ساءت معاملة المغتصبين أشد الإساءة حتى أنهم قتلوا في إحدى المرات 30,000 من الجعليين العزل، استمر المك نمر في إغارته على الدفتردرا حتى بلغت خسائر رجاله عددا عظيما بفضل السلاح الناري فهاجر المك ومعه عددا لن يستهان به من الفبيلة إلى حدود الحبشة حيث خطط مدينة أسماها المتمة أسوة بعاصمة الجعليين في الشمال ومكث هناك عدة سنين حتى مات.
استمر حكم الدفتردار العسكري للسودان واستمرت المجازر البربرية كما أن الجنود الذين لم يتسلموا مرتباتهم لمدة ثمانية أشهر بدءوا بالبطش والنهب ليجدوا متطلبات حياتهم، إلى أن ثار الرأي العام الأوروبي، فأمر محمد علي، الدفتردار بالعودة سنة 1824 محاولة منه إنهاء الحكم العسكري وإرساء نظام إداري أكثر إنسانية.
عند الدخول التركي عينت سنار عاصمة للسودان إلا أن أمطارها الخريفية وكثرت الأمراض فيها اضطرتهم إلى تغييرها إلى ود مدني إلى أن أتى عثمان باشا الذي خلف الدفتردار عقب عودته إلى مصر وأعجب بالمنطقة التي يقترن فيها النيل الأبيض بالأزرق فبنى قلعة ووضع فيها الجند سنة 1824 واتخذها عاصمة له. تلك كانت بداية مدينة الخرطوم التي ازدهرت وسكنها 60 ألف نصفهم من المصريين واليونان واللبنانيين والسوريين وأعداد من الأوروبيين. اهتم خورشيد باشا أيام حكمه 26-1838 بتحسين الخرطوم وإنشاء المنشآت كما شهدت الخرطوم في عهده نوعا جديدا من الحكم إذ امتاز بإشراك السودانيين في الحكم كما عين الشيخ عبد القادر ود الزين مستشارا له، الذي ساعده بدوره في حل الكثير من مشكلات السودان وأهمها هجرة السودانيين إلى المناطق المتاخمة للحبشة والبحر الأحمر هربا من البطش والضرائب، فأعفى المتأخرات وأعفى الفقهاء ورجال الدين ورؤوس القبائل من الضرائب فبدأت الوفود بالعودة.

#### التقسيم الإداري في عهد محمد علي
بعد استقرار الأحوال قليلا في السودان قسم محمد علي البلاد على النظام الإداري التركي إلى 6 مديريات: دنقلا، بربر، الخرطوم، سنار، كردفان وفازوغلي (كما وردت في المرجع). ثم ضمت مديرية التاكا في الشرق فأصبحت السابعة. سنة 1834 أطلق محمد علي اسم الحكمدار لحاكم السودان وأعطيت له السلطات العليا الإدارية، التشريعية، التنفيذية والعسكرية. لكنه غير النظام سنة 1843 لتخوفه من الحكمدار أحمد باشا شركس (أبو ودان) الذي كان طموحا وأراد أن يستقل بالسودان عن طريق فرمان من الباب العالي التركي. واستبدل الحكمدار بالمنظم بعد وفاة أحمد باشا أبو ودان المثيرة للجدل. إلى أن أعاد الحكمدارية للسودان بسبب ضعف المنظم الذي عينه.

### الخديوي عباس حلمي الأول (48-1854)
اهتم عباس حلمي الأول الذي خلف محمد علي باشا، اهتم بالنواحي الإدارية كثيرا وحاول معالجة الرشاوى وأعاد تقسيم المديريات وأدخل الطب الغربي إلى السودان لمعالجة الجنود والموظفين المصريين والأتراك، كما فتحت أول مدرسة لأبناء الموظفين في الخرطوم سنة 1853 على يد رفاعة بك الطهطاوي. وفد نشطت التجارة الأوروبية في السودان في عهده وساعد هو في ذلك بتخفيف القيود المفروضة وكان الكثير منهم يتاجر في الرقيق كما أن القناصل كانوا يتاجرون في العاج فكانوا يبيعون العمال مع العاج فور وصولهم للجهة المستوردة. أيضا بدأت الحملات التبشيرية ل المسيحية في عهده سنة 1848 كما أرسل الكثير من الموظفين والمحاسبين الأقباط (كما فعل محمد علي باشا من قبل).

### الخديوي محمد سعيد باشا (54-1863)

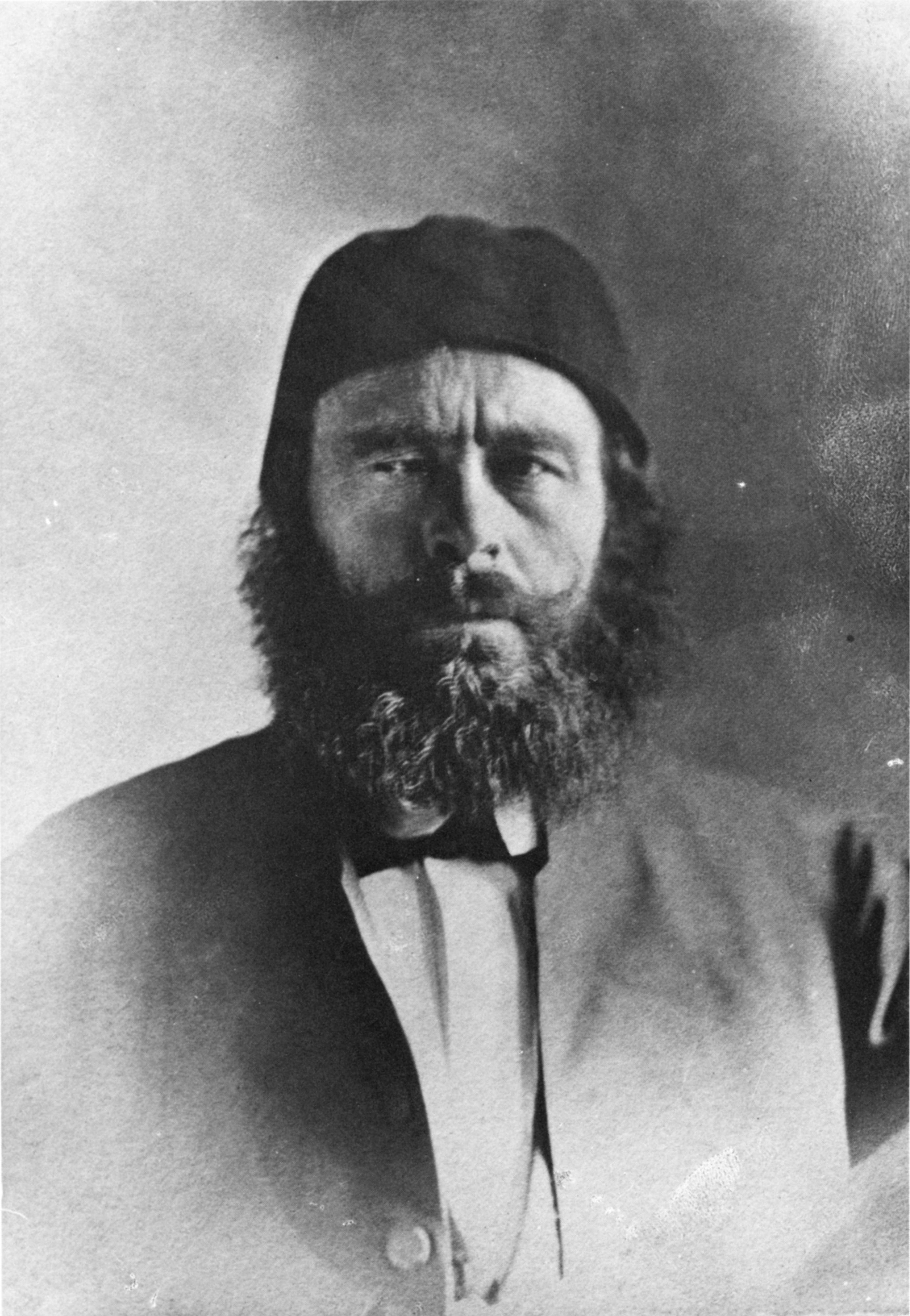
محمد سعيد باشا

اهتم محمد سعيد باشا برفاهية وترقية الشعب السوداني كما حارب تجارة الرقيق وحاول تحسين النظام الإداري في السودان كما عمد إلى إشراك السودانيين في الحكم وأنشأ الحكومات المحلية وجعل الإدارة غير مركزية لتيسير عمل المديريات وسرعة تنفيذ مشاريعها، فألغى الحكمدارية مرة أخرى (مع الفرق الشاسع في السبب). كما عزز مكانة مشايخ القبائل وجعلهم ينوبون عن المديرين في جمع الضرائب التي خففها عنهم بعد زيارته للسودان ومقابلته للمواطنين الذين شكوا له ثقل الضرائب على عواتقهم، فتقابل جشع المديرين (الذين اعتبروا السودان منفى لجمع الثروة) مع وطنية المشايخ مما أدى إلى إخفاق النظام اللامركزي الديموقراطي الذي أعطى السودانيين بعض الحق في إدارة وطنهم، فشاهد سعيد هذا الفشل الذي حاق بنظامه الإنساني الديموقراطي قبل وفاته فأعاد الحكمدارية للسودان. وفي سنة 1857 عين أراكيل بك مديرا للخرطوم فثار السودانيون على تعيين مدير مسيحي عليهم وطالبوا باستبداله إلى أن أرسل المدير عدد منهم لسجنهم في مصر إلا أنهم أعيدوا إلى بلدانهم.

### إسماعيل باشا الثاني (1863 - 1879)

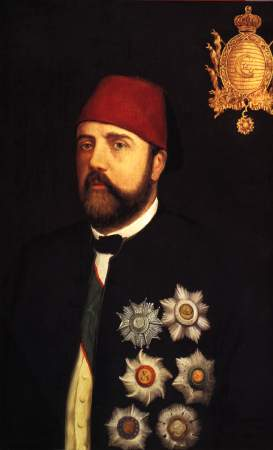
الخديوي إسماعيل باشا الثاني

عمد الخديوي إسماعيل إلى تغيير النظام الإداري كليا نظرا لكثرة الأخطاء والمساوئ، واهتم بإدخال التعليم فأنشأ العديد من المدارس الابتدائية (أغلقت مدرسة الطهطاوي أبوابها بعد انتهاء مدة نفيه وعودنه لمصر) في المدن الكبرى كالخرطوم ودنقلا، الأبيض، بربر وكسلا وكانت مفتوحة للسودانيين الراغبين في ذلك بالإضافة لأبناء الموظفين المصريين (هذا إلى جانب الخلاوي التي انتشرت في مختلف بقاع السودان والتي تتفاوت في أهميتها حسب شهرة المشايخ والفقهاء وكان إسماعيل باشا يساعد هذه الكتاتيب بدفع مرتبات شهرية للشيوخ)، اهتم الباشا إسماعيل أيضا بقطاعي الزراعة والمواصلات (من سكك حديدية، مواصلات نهرية، تلغرافات).
كما أراد التوسع جنوبا وغربا وشرقا فاتفق مع الرحالة الإنجليزي صمويل بيكر على أن يخضع له حوض ومنابع النيل مقابل مرتب سنوي كبير، وكانت تلك بداية دخول الإنجليز إلى السودان الذين كثر عددهم كمسؤولين وموظفين. نجح صمويل في إخضاع مساحة شاسعة من الجنوب تحت حكم الخديوي بعد معارك ضارية مع القبائل في تلك المناطق. إلى أن ترك صمويل البلاد مخلفا حقد المواطنين بسبب وحشية تعامله.
فخلفه الضابط الإنجليزي تشارلز جورج غوردون، نجح غردون في مهمته أكثر مما فعل صمويل بيكر لأنه كسب ود العديد من القبائل وحارب تجار الرقيق، إلى أن قام رجل مغامر من أبناء الجيلي وهي منطقة تابعة لنفوذ الجعليين في ذلك الوقت، وهو الزبير باشا رحمة برحلة إلى الغرب، فاختلط مع التجار ودخل معهم واستطاع أن يجمع ثروة بسبب ذكاءه وكون جيشه الخاص إلا أن استولى على منطقة بحر الغزال وكون أول ولاية إسلامية هناك وأسقط سلطنة الفور 1874 التي استمر حكمها ما يقارب ثلاثة قرون، أسقطها بمساعدة الحكومة المصرية التي تولت فيما بعد حكم هذه المناطق. تخلى غردون عن منصبه كحاكم على مديرية الاستوائية وعاد إلى بلده فاتصل به الخديوي مرة أخرى واقترح عليه أن يكون حكمدار السودان مضافة إليه الأراضي الجديدة بعد التوسع في الحكم فوافق على ذلك في 1877. عمل غردون على إيجاد طريقة فعالة لمحاربة الفساد في الحكومة ومحاربة تجارة الرقيق، إلا أنه واجه العديد من الثورات منها تلك التي أقامها الزبير باشا لأنه فتح المنطقة الغربية من ماله الخاص ولم تعوضه الحكومة المصرية عن ذلك، بدأ بتأليب الفور عليهم ليحاولوا إعادة سلطنتهم فخرج السلطان هارون بجيش في أوائل 1879 من جبل مرة فتواجهوا مع قوات لحكومة وقتل السلطان وهزم جيشه وبذلك أخمدت تلك الثورة. اضطربت أفكار غردون بعد أن أصبح حكمدار السودان وكانت تجارة الرقيق ومحاربتها هي شغله الشاغل فأراد أن يقضي عليها في أقصر وقت ممكن لكن الرقيق في البيوت السودانية لم يرغبوا في ترك أسيادهم فاتفق غردون مع الملاك على أن يسمح لهم بتملكهم مدة 12 سنة وأن يكون للحكومة الحق في التدخل في شؤونهم إن دعت الحاجة وأعطى كل منهم مستندات تفيد ذلك وسجل أسماء وأوصاف الرقيق لضمان عدم التلاعب في القرار. اضطربت بقية الأحوال في عهده وارتفعت الضرائب وساءت الإدارة.

### الثورة المهدية وحروب الاستقلال

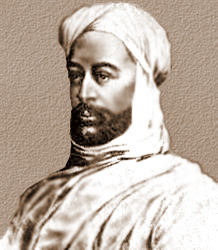
رسم شائع لمحمد أحمد المهدي

ولد محمد احمد بن عبد الله المهدى في لبب إحدى الجزر المجاورة لدنقلا في 1844، كان شغوفا بالعلم الشرعي منذ صغره، رغم أن والده وإخوانه اشتغلوا ببناء المراكب، فالتحق بعدة خلاوي بدأها بكرري ثم الخرطوم ومن ثم عاد إلى الشمالية، وضع محمد أحمد رغم حداثة سنه أسسا للحياة وكان يحاسب نفسه في كل صغيرة وكبير فنشأ هكذا حتى إذا ما بلغ شبابه تاقت نفسه إلى التصوف، فالتحق بأحد شيوخ الطريقة السمانية (محمد شريف نور الدائم) في 1861، وعمل على الالتزام بنهجه في كل صغيرة وكبيرة فكان يحمل الحطب لأصحابه كما عاونهم في حمل اللبنات عند البناء وكان كثير التهجد والبكاء حتى عجب منه شيخه وزملائه، رضي عنه شيخه فمنحه الأستاذية بعد 7 أعوام من الدراسة، بعد ذلك انتقل محمد أحمد إلى الجزيرة أبا فوجد فيها غارا فالتجأ إليه وأخذ يتعبد الله في هذا الغار وبعد أن أخذ نصيبه من الخلوة والخلود لذكر الله جعل وقته للتعليم فاشتهرت مدرسة ذلك الشاب الورع وحمل الناس إليه الهدايا لينفقها على تلامذته وتبركوا بزيارته وسكنت نفوسهم برؤيته لصلاحه وتقواه. لم تنقطع صلات محمد أحمد بشيخه محمد شريف فكان يزوره كلما سنحت الفرصة وفي إحدى زياراته رآه يسمح للنساء بتقبيل يده فهاله الأمر وأفصح عما في ضميره طالبا منه الاعتراض على تلك العادة، ثم ما لبث أن رأى أستاذه يسمح بالطبل والغناء في احتفال لختان أنجاله، فاعترض عليه فتسبب في حرج لأستاذه فاستشاط الشيخ غضبا على تلميذه، ولم تفلح محاولات محمد أحمد في الاعتذار وطلب العفو.
علم محمد أحمد أن طريقه إلى إعادة الإسلام إلى سيرته الأولى يتطلب منه أن يحتل مركزا دينيا مرموقا فذهب للشيخ القرشي خليفة الطريقة السمانية في ذلك الوقت وجدد البيعة ومن ثم اتجه إلى الغرب يزور رجال الدين هناك وكان الناس يلقونه بالحفاوة فقد عرفوا فيه التقوى والورع. ما لبث الشيخ القرشي قليلا حتى مات فاشترك تلاميذه في دفنه وأقاموا عليه قبة كما جرت العادة في البلاد عندما يموت مشايخ الصوفية، وهناك أثناء الدفن التقى برجل يدعى عبد الله التعايشي، كان عبد الله مأخوذا بشخصية محمد أحمد وعلمه وكان هو الآخر مأخوذا بذكاء عبد الله رغم قلة علمه، أصبح الاثنان صديقان وأخذه محمد أحمد معه إلى جزيرة أبا وهناك أسر الشيخ إلى تلميذه وصديقه أنه أصبح يرى الرسول وهو يقظان وأنه أخبره أنه المهدي المنتظر كان ذلك في مارس 1881 ما يوافق ربيع الثاني 1298 هـ وكانت نهاية القرن 13 الهجري، كما فعل النبي أخبر المهدي أصحابه وخاصته وأهل بيته وأسر أيضا إلى خاصة تلاميذه وبايعه تلاميذه على نصرة المهدية ومنذ ذلك الوقت سمي كل من ناصره بالأنصار كما سمى النبي أهل يثرب عندما بايعوه.
رأى المهدي أن يجدد زيارته لكردفان وكان يرى فيها خير مكان لنشاط ثورته وهناك أسر لرجال الدين بأمره بدأ المهدي بالجهر لدعوته بعد عدة أشهر وكان يأمر بالجهاد واتباع سنة المصطفى فكتب إلى كل الفقهاء وزعماء القبائل كما كتب للحكمدار في الخرطوم ونصحه أن يبايع، أرسل الحكمدار أحد معاونيه للمهدي ليتبين الأمر لكن جهوده لم تفلح في أن يوقف الرجل عما بدأه، فهدده بقوة الحكومة لكنه لم يرضخ.

#### الواقعة الأولى – أبا 1881
جهز الحكمدار جنوده لقتال المهدي تحت إشراف أبو السعود الذي أرسله من قبل إلى المهدي نزل الجنود إلى جزيرة أبا واعتقدوا أن مجرد ظهورهم سيرد المهدي عن أمره لكن المهدي باغتهم بالهجوم مع رجاله بأسلحتهم البسيطة، فقتل معظم الجنود وفر البقية عائدين إلى الخرطوم حاملين معهم نبأ أول هزيمة للحكومة منذ الاحتلال المصري التركي، وكانت الواقعة في 17 رمضان وهو التاريخ الذي يوافق غزوة بدر التي كانت أول انتصار للمسلمين في عهد النبي.

#### واقعة راشد ديسمبر 1881:-
راشد بك أيمن كان مديرا على فشودة وكانت جبال النوبة التي لجأ إليها المهدي بعد المعركة الأولى جزء من مديريته، أراد راشد أن يفاجئ المهدي بهجوم سريع لكن أثناء تحركه مع جنوده الـ 420 رأتهم سيدة تدعى رابحة الكنانية وكانت من مريدي المهدي فأسرعت إليه تواصل الليل بالنهار حتى أبلغته، فباغت المهدي راشد ورجاله قبل أن يصلوا إليه ولم يصبح الصبح حتى صار راشد بك جثة هامدة ومن حوله جثث جنوده إلا من فر منهم ليبلغ الخرطوم بالمجزرة.عزز هذا النصر اعتقاد الناس بالمهدي إذ اعتبروا ما حدث معجزة، هذا بالإضافة إلى أن مدير كردفان حاول الهجوم أيضا لكن صوت الطلقات التي كان يطلقها رجال المهدي ليلا أرهبه فهرب بجنده فاعتبر الناس هذه من الكرامات أيضا. أرسل الحكمدار إلى مصر لطلب المدد لكن مصر أيامها كانت مشغولة ب الثورة العرابية ولم يستطع أحمد عرابي إرسال أية إمدادات إلى السودان لتخوفه من هجوم الإنجليز في أي وقت، هكذا حصل المهدي على مزيد من الوقت لمضاعفة قوته وزيادة أتباعه.

#### واقعة الشلالي مايو 1882:-
أرسل الحكمدار 6100 جندي بقيادة يوسف باشا الشلالي وانضمت إليه كتائب من الأبيض، أرسل المهدي إليهم 2 من أتباعه إلا أن الشلالي أمر بتقطيعهم حتى الموت، وعندما وصل الشلالي إلى قدير المنطقة التي يقيم فيها المهدي بدأت المعركة في الصبح الباكر والتحم الجيشان ولم تنتهي المعركة إلا بانتهاء جيش الحكومة، وكان هذا هو النصر الثالث للمهدي وحصل في هذه المعركة على الكثير من العتاد والأسلحة النارية بسبب كثرة الجيش. زاد عدد الثوار على الحكومة بسبب البطش والضرائب فانضموا بدورهم لحركة المهدي وبدءوا يتذكرون ما فعل الدفتردار.

#### كرري
بدأ البريطانيون والجنود المصريون قصف أم درمان يوم 2 سبتمبر 1898، واستهدفوا قبر المهدي، مستخدمين الزوارق الحربية والمدافع رشاشة وكانت معركة ذهب ضحيتها 11٬000 قتلوا وأصيب 16٬000 من السودانين في ست ساعات.

## الأنظمة السياسية المعاصرة

### الاستقلال
شكلت من مجموعة السودانيين في عام 1938 م، مؤتمر الخريجين الذي نادى بتصفية الاستعمار في السودان ومنح السودانيين حق تقرير مصيرهم. وفي عام 1955 م، بدأت المفاوضات بين حكومتي الحكم الثنائي إنجلترا ومصر بشأن تشكيل لجنة دولية تشرف على تقرير المصير في السودان. وضمت كل من باكستان والسويد والهند وتشيكوسلوفاكيا (جمهورية التشيك وسلوفاكيا حالياً) وسويسرا والنرويج ويوغوسلافيا السابقة. واجتمع البرلمان السوداني في عام 1955م، وأجاز 4 مقترحات حددت مطالب البلاد وهي:
- الاستجابة لمطالب الجنوبيين بالفيدرالية.
- إعلان الاستقلال.
- تشكيل لجنة السيادة.
- تكوين جمعية تأسيسية.

تم تأجيل مطالب الجنوبيين على أنه سيتم وضع الاعتبار لحكومة فيدرالية للمديريات الجنوبية الثلاث (بحر الغزال وأعالي النيل والاستوائية) بواسطة الجمعية التأسيسية. واجمع البرلمان على الاستقلال وعلى أن يصبح السودان دولة مستقلة ذات سيادة.
وترتب على الرغبة في الحصول على اعترافات سريعة بالاستقلال اختيار لجنة من خمسة نواب أحدهم جنوبي بواسطة البرلمان لتمارس سلطات رأس الدولة بموجب احكام دستور مؤقت يقره البرلمان حتى يتم انتخاب رئيس للدولة بمقتضى احكام دستور دائم. وفي الساعة الحادية عشر صباحا من يوم الأحد أول يناير / كانون الثاني 1956م، تم إنزال علمي الحكم الثنائي البريطاني والمصري من سارية سراي الحاكم العام (القصر الجمهوري، لاحقا) ليرتفع في اللحظة نفسها علم جمهورية السودان ويشهد بميلاد دولة جديدة، أمام حشد كبير من السودانيين.

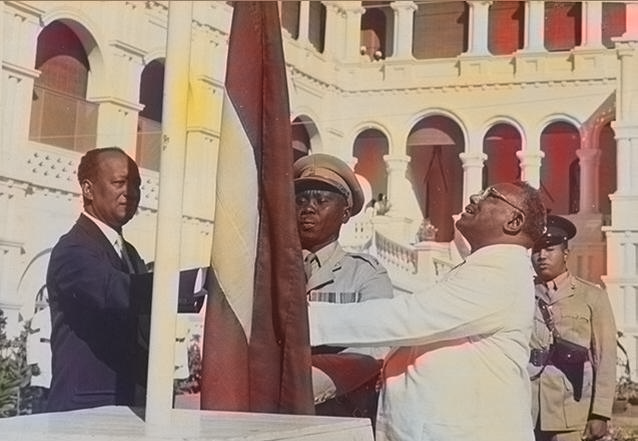
إسماعيل الأزهري ومحمد أحمد محجوب يرفعان علم الاستقلال في يناير 1956

وإنضم السودان إلى جامعة الدول العربية في 19 يناير/ كانون الثاني 1956 م، وإلى هيئة الأمم المتحدة في 12 نوفمبر / تشرين الثاني 1956 م، وهو من الدول المؤسسة لمنظمة الوحدة الأفريقية في 25 مايو/ أيار 1963 م، وفي الإتحاد الأفريقي الذي خلفها في يوليو / تموز 1999 م.

### الحكم المدني الأول
لم يتم الاتفاق في الفترة التي سبقت الاستقلال وما بعدها على نمط معين من الحكم وكانت الساحة السياسية تسودها عدة تيارات حزبية إبان الاستقلال:
- التيار السياسي القائم على الطائفية وكان يمثله حزبان هما حزب الأمة برعاية السيد عبد الرحمن المهدي الذي شهد عدة انقسامات لاحقا وحزب الأشقاء الذي أصبح فيما بعد الحزب الوطني الاتحادي برعاية السيد علي الميرغني قبل أن ينشق عنه حزب الشعب الديمقراطي.
- التيار السياسي الإسلامي غير الطائفي المستند على الصفوة الإسلامية الاتجاه، ويمثله حزب جبهة الميثاق الإسلامية الذي استبدل اسمه لاحقا إلى الجبهة الإسلامية القومية ثم حزب المؤتمر الوطني فحزب المؤتمر الشعبي وتتمثل زعامته الروحية في شخص حسن الترابي،
- التيار اليساري المتمثل في الحزب الشيوعي السوداني.

ووجدت إلى جانب هذه التيارات الرئيسية تيارات أخرى كالليبراليين والمستقلين والإخوان الجمهوريين (الحركة التي أسسها محمود محمد طه) والقوى السياسية الإقليمية المختلفة وعلى رأسها القوى السياسية الجنوبية.

#### الأزمة الدستورية
بعد انتهاء الفترة الانتقالية حدث فراغ دستوري لأن الاستقلال ألغي دستور الحكم الذاتي المعمول به آنئذ. كما أن منصب رئيس البلاد الذي شغله الحاكم العام البريطاني أصبح شاغرا بعد الغائه مع إلغاء اتفاقية الحكم الثنائي، ولذلك تم تعديل دستور الفترة الانتقالية ليوائم فترة ما بعد الاستقلال على أن يعمل به بشكل مؤقت لحين إقرار دستور جديد دائم. وكانت الحجة الرئيسية للتعجيل في ملء ذلك الفراغ هي الإسراع في الحصول على اعتراف الدول الأخرى باستقلال السودان وأن أقصر الطرق لذلك هي تعديل قانون الحكم الذاتي، أهم ما نص عليه الدستور المؤقت هو تكوين مجلس رئاسي عالي باسم مجلس السيادة ليكون السلطة الدستورية العليا وتؤول إليه قيادة الجيش.
فشلت الأحزاب السودانية بتياراتها المختلفة في الاتفاق على أية صيغة توفيقية بينها حول نظام الحكم والدستور واستمر الخلاف لعدة سنوات بعد الاستقلال واخفقت في حل مشكلة جنوب السودان، أدى إلى تدخل الجيش لإقصائها من الحكم، مستغلا السخط الجماهيري المتزايد بتأزم الأوضاع في البلاد.

### الحكم العسكري الأول

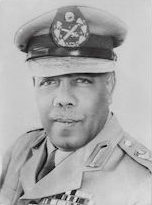
الفريق إبراهيم عبود

كان استيلاءالجيش بقيادة الفريق إبراهيم عبود على السلطة في 17 نوفمبر/ تشرين الثاني 1958 م، أول ضربة لنظام التعددية الحزبية في السودان. وبغض النظر عن كيفية مجيء الجيش، وفيما إذا كان ذلك بدعوة من أحد الأحزاب أو بمباركة منها أو بتأييدها له وابداء استعدادها للتعاون معه، فإن عملية حل الأحزاب في حد ذاتها والإعلان عن مجلس عسكري لحكم السودان يدل على مدى عمق أزمة الحكم في السودان منذ البداية، فضلا عن أن خطوة الفريق عبود تلك، ولدت إحساسا لدى الرأي العام السوداني وهو أنه كلما تأزم الوضع في البلاد تتجه الأنظار نحو الجيش طلبا للخلاص من الأزمة. وهذا الإحساس هو الذي بنى عليه الحكم العسكري التالي المدعوم بحكومة مدنية تكنوقراطية، شرعية الاستيلاء على السلطة، خاصة لاسيما وأنه وجد تأييدا من قطاعات واسعة من الشعب فور وصوله إلى الحكم.

#### حكومة عبود
وبموجب الأمر الدستوري الخامس ضم المجلس الأعلى للقوات المسلحة برئاسة الفريق إبراهيم عبود تسعة أعضاء هم:
- اللواءأحمد عبد الوهاب (تم إعفاءه لاحقا)
- اللواء محمد طلعت فريد
- الأميرلاي أحمد رضا فريد
- الأميرلاي حسن بشير نصر
- الأميرلاي أحمد مجذوب البخاري
- الأميرلاي محي الدين أحمد عبد الله
- الأميرلاي محمد أحمد عروه
- الأميرلاي عبد الرحيم محمد خير شنان
- الأميرلاي المقبول الأمين الحاج

كما ضمت حكومة عبود إلى جانب العسكريين عددا من الوزراء المدنيين منهم أحمد خير وزيرا للخارجية وعبد الماجد أحمد وزيرا للمالية إضافة إلى جنوبي واحد هو سانتينو دينق الذي أوكلت إليه حقيبة الثروة الحيوانية.

#### سياسات حكومة عبود
ووجهت الحكومة الانقلابية بالمشكلة الدستورية ومشكلة الجنوب، وتأخر التنمية الاقتصادية في كافة مناطق السودان.

##### المشكلة الدستورية
كانت البلاد عند الانقلاب تحكم بدستور مؤقت، هو صورة معدلة لقانون الحكم الذاتي الذي وضعته الإدارة الاستعمارية ورأت الحكومة بأن مشكلة الدستور يمكن حلها بالاهتمام أولا بالحكم المحلي. أي البدء بإرساء قواعد الديمقراطية على المستوى المحلي ونشرها بين الناس. فتم في أغسطس / آب 1959 م، تشكيل لجنة وزارية لدراسة نظام للحكم المحلي كخطوة أولى نحو صياغة نظام دستوري مناسب للسودان، وبناء على توصيتها صدرت ثلاث قوانين للحكم المحلي.
وتم تأجيل صياغة دستور دائم للبلاد لتجنب نقل السلطة من المجلس الأعلى للقوات المسلحة الذي يترأسه الفريق عبود إلى برلمان منتخب.

##### مشكلة الجنوب
وفيما يتعلق بمشكلة الجنوب فقد اعتمدت حكومة عبود الحل العسكري على نفس نهج الحكومة التي سبقتها، وعينت بعض السياسيين الجنوبيين في مناصب قيادية كتعيين سانتينو دينق وزيرا للثروة الحيوانية - الذي حافظ على منصبه في كافة الحكومات المتعاقبة في تلك الفترة لمدة عشر سنوات وذلك بسبب الخط المتشدد الذي كان يتخذه ضد الحركات الانفصالية في الجنوب.
ويرى البعض أن مشكلة الجنوب لم تكن ضمن أولويات حكومة عبود. ولهذا فأنه لم يتقدم بأي طرح لحلها، ويستدلون على ذلك بأن الفريق إبراهيم عبود لم يشر أبدا إلى المشكلة في بيانه الأول يوم الاستيلاء على السلطة.
إلا أن حكومة ثورة 17 نوفمبر (كما كان يطلق عليها آنذاك)، تبنت سياسة قطع الدعم الأجنبي الذي كان يتلقاه المتمردين من خلال شن حملة منظمة لوقف أنشطة الإرساليات التبشيرية المسيحية التي تم أتهامها بتأجيج النزاع وتوسيع هوة الخلاف وتغذية الاختلافات من خلال عمليات التبشير والتنصير في الجنوب.

##### التنمية
تبنت الحكومة خططا تنموية شملت البنيات الأساسية مثل مد خطوط السكك الحديدية، والتوسع في قطاع الزراعة من خلال إقامة مشاريع تنموية صغيرة في الأقاليم لتنمية الأرياف والمناطق النائية. وتم إبرام اتفاقية جديدة مع مصر لتقاسم مياه النيل أدت إلى رفع حصة السودان إلى 11 مليار متر مكعب من المياه وذلك في إطار صفقة شملت بناء السد العالي في مصر والسماح بتدفق مياه بحيرة السد إلى داخل حدود السودان وإغراق حلفا القديمة.

#### نتائج السياسات وسقوط النظام
ورغم هذه الإنجازات الاقتصادية واجهت حكومة عبود أزمة سياسية عميقة لم تمهلها طويلا للبقاء في الحكم. ففي عام 1963م، شهد جنوب السودان نشاطا سياسيا مكثفا من قبل المعارضة الجنوبية في المنفى ضد حكومة عبود. وبرز حزب سانو SANU (الاتحاد السوداني الإفريقي الوطني)،
بزعامة جوزيف أدوهو كداعية إلى استقلال الجنوب، كآخر خيار في حالة رفض الشمال الاتحاد الفيدرالي كحل للمشكلة. لم تتم الاستجابة لمبادرة أدوهو، واستمر التصعيد من الجانبين مما أدى إلى اشعال نار الحرب الأهلية في الجنوب.
ظهرت في سبتمبر / ايلول 1963 م، حركة الأنيانيا Anyanya (والكلمة تعني الأفعى السوداء السامة بلغة قبيلة المادي التي ينتمي إليها زعيم ومؤسس الحركة جوزيف لاقو) لتشن حرب عصابات في المديريات الجنوبية الثلاث (أعالي النيل، وبحر الغزال، والاستوائية) مما أدى إلى تدهور في الوضع الأمني فيها.
استغلت الأحزاب السياسية الوضع وجاهرت بمعارضتها لسياسات حكومة عبود من خلال تصريحات زعمائها وندوات كوادرها خاصة في الجامعات والمعاهد العليا. وانطلق الحراك الذي أجبر الفريق عبود على التنازل عن الحكم، من جامعة الخرطوم في الربع الأخير من شهر أكتوبر / تشرين الأول على إثر تعرض الشرطة لتجمهر طلابي محظور بإطلاق النار عليه فأردت أحد المشاركين فيه قتيلا ـ وهو الطالب أحمد القرشي طه، وتحول موكب تشييع جثمان القرشي إلى مظاهرة حاشدة حضرها عدد يقدر بحوالي 30 الف شخص، تبعتها مظاهرات مماثلة في مدن أخرى كبيرة بالبلاد. وأصبح القرشي فيما بعد رمزا وطنيا.
عمت البلاد الفوضى والانفلات الأمني.
وتحت هذه الضغوط أعلن الفريق إبراهيم عبود عن استقالة حكومته وحل المجلس العسكري، ودخل في مفاوضات مع زعماء النقابات العمالية والمهنية وممثلي احزاب المعارضة والأكاديميين أفضت إلى تشكيل حكومة انتقالية برئاسة سر الختم الخليفة، إلى جانب بقاء الفريق عبود كرئيس للدولة والذي سرعان ما تخلي عن الحكم وحل محله مجلس رئاسي يتكون من خمسة أعضاء، تماما كما كان الحال قبل مجيئه إلى السلطة. وهكذا بدأت فترة الديمقراطية الثانية.

### الحكم المدني الثاني
انتهى الحكم العسكري في أكتوبر/ تشرين الأول 1964 م، وعادت الحياة الحزبية للمرة الثانية إلى السودان. وكان أهم هدف المرحلة هو إعادة البلاد إلى الحكم المدني وحل المشاكل التي تسببت في عدم الاستقرار. رفضت الأحزاب التطرق إلى مسألة الدستور في المرحلة الانتقالية قبل أجراء الانتخابات العامة.

#### الحالة السياسية العامة
دخل البرلمان في هذه الفترة حركات أقليمية أخرى إلى جانب الحركات الجنوبية تمثل القوى الإقليمية خارج المركز أبرزها مؤتمر البجا في شرق السودان الذي حاز على عشرة مقاعد واتحاد جبال النوبة في جنوب كردفان في حين انقسم حزب الأمة إلى جناحين: جناح الصادق المهدي وجناح الإمام الهادي المهدي (عم الصادق)، وأتحد حزبا الطائفة الختمية تحت اسم الأتحاد الديمقراطي، ودخل حزب سانو الجنوبي المعارض البرلمان بخمسة عشر مقعد وجبهة الجنوب بعشرة مقاعد، فيما غاب اليساريون الشيوعيون عن البرلمان.

##### قمة اللاءات الثلاث

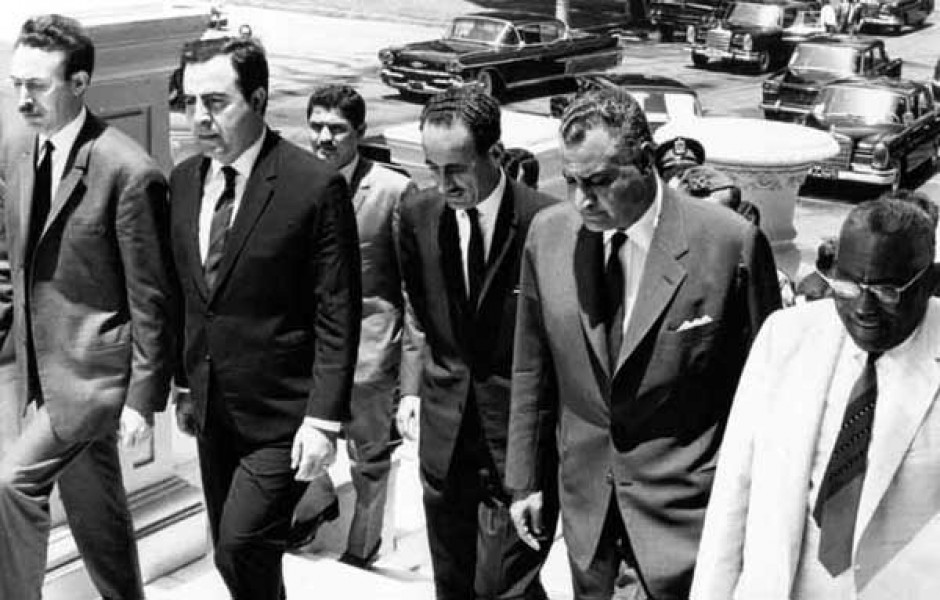
إسماعيل الأزهري، مع عبد الناصر وعارف والأتاسي وبو مدين أثناء القمة العربية الرابعة في الخرطوم

وعلى صعيد السياسة الخارجية نشطت حكومة محمد احمد محجوب عربيا، فاستضافت القمة العربية الرابعة في 29 اغسطس / آب 1967 م، عقب النكسة والتي عرفت بقمة اللاءات الثلاث.

##### رئاسة الصادق المهدي للوزراء
انتخب الصادق المهدي رئيسا لحزب الأمة في نوفمبر 1964 م، واختلف مع عمه الإمام الهادي المهدي مما أدى للانشقاق المذكور في حزب الأمة، ضغط الصادق على رئيس الوزراء محمد أحمد محجوب للإستقالة حالما بلغ الصادق العمر القانوني المطلوب لرئاسة الوزراء، ثم تولى رئاسة الوزراء عن حزب الأمة في حكومة ائتلافية مع الحزب الوطني الاتحادي في 25 يوليو 1966 م- خلفا للسيد محمد أحمد محجوب الذي قاد جزء من عضوية حزب الأمة بالبرلمان للمعارضة.

##### حل الحزب الشيوعي
أتهم الأخوان المسلمون عام 1965م أحد أعضاء الحزب الشيوعي السوداني بالإساءة إلى الإسلام في اجتماع عام. وقامت مظاهرات دعت إلى حل الحزب الشيوعي السوداني وانتهت بقيام الحكومة بطرح الموضوع في البرلمان الذي أجاز بأغلبية مشروع قرار يدعو إلى حل الحزب الشيوعي وحظر نشاطه وطرد نوابه من البرلمان بسبب ما ابداه الحزب من الحاد، وتعديل الدستور المؤقت على نحو يتيح تنفيذ القرار الذي لم يكن ممكنا في ظل الدستور المؤقت.
لجأ الحزب الشيوعي إلى المحكمة العليا وأثار دعوى قضائية ضد شرعية قرار الحكومة التي حكمت لصالحه يؤكد عدم دستورية قرار الحكومة وبطلانه، لكن حكومة الصادق المهدي تجاهلت حكم المحكمة العليا ومضت في تنفيذ قرارها. وفي يناير / كانون الثاني 1967 م، شارك الحزب الشيوعي في الانتخابات العامة تحت اسم الحزب الاشتراكي التفافا على قرار الحظر.

#### مشكلة الجنوب
أبدت حكومة سر الختم الخليفة الانتقالية تسامحا في التعامل مع المعارضين الجنوبيين وضمت في عضويتها اثنين من أبناء الجنوب وأعلنت العفو العام عن المتمردين ودعت إلى مؤتمر حول المشكلة عرف بمؤتمر المائدة المستديرة الذي انعقد في مارس/آذار 1965 م، بمدينة جوبا بجنوب السودان بهدف ايجاد حل لمشكلة الجنوب. وكان موقف الجنوبيين من القضية أثناء المؤتمر تتنازعه رؤيتان: الاتحاد federation والانفصال separation.
كانت الرؤية الإتحادية تقوم على فكرة قيام دولتين: دولة شمالية وأخرى جنوبية. لكل منهما برلمانهاوسلطتها التنفيذية، إلى جانب كفالة حريتها في معالجة الأمور الاقتصادية والزراعية ومسائل التعليم والأمن، وأن يكون للجنوب جيش تحت قيادة موحدة للدولتين، وبذلك يصبح ما تدعو إليه هذه الرؤية أقرب إلى الكونفيدرالية، منه إلى الفيدرالية.
أما الجنوبيون الأكثر راديكالية في المؤتمر فقد كانوا يحبذون الحصول على حق تقرير المصير كتمهيد للاستقلال التام. وقاد هذا الاتجاه الزعيم الجنوبي أقري جادين رئيس حزب سانو في المنفى. أما الاتجاه الفيدرالي فكان بقيادة وليام دينق.
لم يكن هناك أي حزب شمالي مستعد لمناقشة هذه الأفكار ولذلك لم تتخذ أية محاولات جادة في المؤتمر للتعامل معها بأي شكل كان. وكل ما كانت الأحزاب الشمالية تريد التفاوض حوله في ذلك الوقت هو الأعتراف بحق الجنوب في تشكيل إدارة إقليمية في إطار السودان الموحد. وهكذا وصل المؤتمر إلى طريق مسدود زاد من عدم الثقة بين الجنوب والشمال.
استعرت الحرب الأهلية في الجنوب، وبدأ الجنوبيون المعارضون للحكومة في تنظيم انفسهم واستدرار تعاطف المجتمع الدولي واستنفارالرأي العام في الجنوب. وتم تأسيس حكومة السودان الجنوبية المؤقتة في المنفى كجناح مدني لحركة الأنيانيا. ثم أعلن المتمردون عن تأسيس «جمهورية النيل»، فحكومة «جمهورية انييدي» في المنفى.

### نظام مايو: حكومة نميري

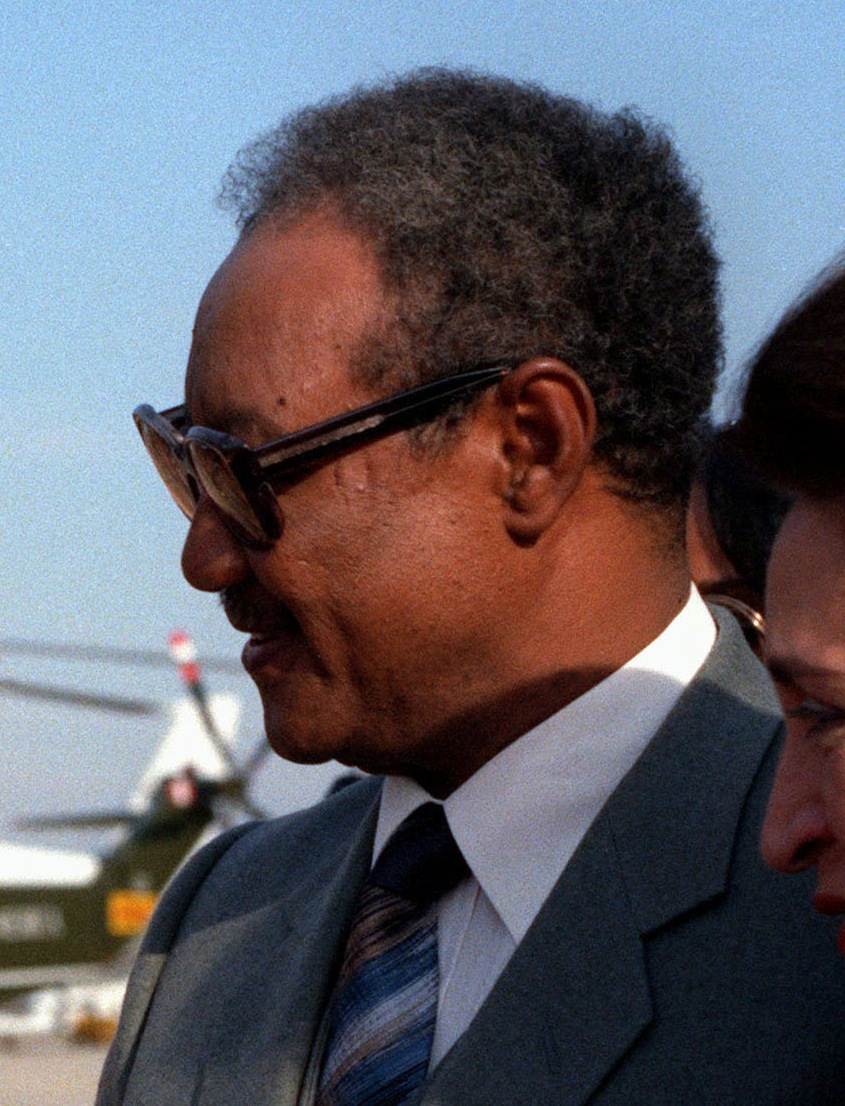
الرئيس جعفر نميري في آخر أيام حكمه 1984

في صبيحة يوم 25 مايو / أيار 1969 م بثت إذاعة أم درمان بيانا للعقيد أركان حرب جعفر محمد نميري معلنا استيلاء القوات المسلحة السودانية على السلطة مجددا، وتم تكوين مجلسين هما:
- مجلس قيادة الثورة برئاسة العقيد جعفر نميري الذي ترقى في اليوم ذاته إلى رتبة لواء (ثم لاحقا إلى رتبة مشير)
- مجلس الوزراء تحت رئاسة بابكر عوض الله رئيس القضاء السابق الذي استقال من منصبه في عام 1964 م، احتجاجا على قرار حل الحزب الشيوعي السوداني.[24] ومثل المجلسان سويا السلطة التشريعية والسلطة التنفيذية. شمل مجلس قيادة الثورة تسعة ضباط كلهم تقريبا من رتبة رائد وضمت الحكومة الجديدة (21) وزيرا برئاسة جعفر نميري رئيس مجلس قيادة الثورة ووزير الدفاع. وكانت حكومة تكنوقراط فعلية يحمل أعضائها درجات علمية كبيرة ومؤهلات عليا من بينهم:
- موريس سدرة أخصائي الطب الباطني الذي أوكلت إليه وزارة الصحة
- محمد عبد الله نور (عميد كلية الزراعة بجامعة الخرطوم آنذاك)، الذي أصبح وزيرا للزراعة والغابات
- الأستاذ محجوب عثمان (نائب رئيس تحرير جريدة الأيام حينذاك) وزيرا للإرشاد القومي،
- المحامي أمين الطاهر الشبلي وزيرا للعدل
- المحامي فاروق أبو عيسى (نقيب اتحاد المحامين العرب السابق) وزيرا لشؤون الرئاسة
- وضمت فيما بعد منصور خالد، المفكر السياسي والأستاذ بجامعة كلورادو، وزيرا للشباب.

كما ضمت الحكومة اثنين من المثقفين الجنوبيين هما جوزيف قرنق، برلماني ورجل قانون، وعين وزيرا للتموين، والقاضي أبيل الير وأصبح وزيرا للإسكان.

#### نميري واليساريين
وضحت منذ البداية توجهات الحكومة الجديدة اليسارية حين ضمت في تشكيلتها عددا كبيرا من الشيوعيين واليساريبن البارزين والقوميين العرب. شكل أنصار الحزب الشيوعي قاعدة شعبية لها، فيما تولت المنظمات التابعة له دعم النظام الجديد-الذي عرف لاحقا بنظام مايو- وحشد التأييد الشعبي له.
ركزت البيانات الأولى للحكام الجدد على فشل التجربة الديمقراطية ذات الأحزاب المتعددة في السودان في حل مشكلات السودان الثلاثة: التنمية والجنوب والدستور الذي شله الصراع الحاد بين دعاة العلمانية والدولة الدينية. وأعلنت حكومة نميرى الحرب على الأحزاب التقليدية وفي مقدمتها حزب الأمة والإتحادي الديمقراطي ووصفتها بالإقطاع. ونال حزب الأمة خاصة، جناح الأمام الهادي المهدي العقاب الأكبر، حيث تمت مصادرة أمواله وإتهام قادته بالتأمر على الدولة، وقتل زعيمه الهادي المهدي أثناء محاولة الفرار إلى إثيوبيا بعد تمرد مسلح بالجزيرة أبا.
بدأت الخلافات تطفو على السطح داخل المعسكر اليساري، خاصة بين الشيوعيين والقوميين العرب والناصريين حول الرؤى والتصورات التي يجب أن يأخذ بها النظام في تعاطيه مع مشاكل السودان. ورفع القوميون العرب شعار الدين في وجه الشيوعية مطالبين بالاشتراكية العربية المرتكزة على الإسلام في مواجهة الاشتراكية العلمية

##### انقلاب الشيوعيين
دب الانقسام بين الشيوعيين الراديكاليين واليساريين الوسط داخل الحكومة. وفي محاولة لحسم هذا الخلاف لصالحهم، حاول الشيوعيون الانقلاب على النميري. ولم يستمر انقلابهم الذي قاده الرائد هاشم العطا (العضو السابق في مجلس قيادة الثورة) في 19 يوليو / تموز 1970 م، أكثر من ثلاثة أيام عاد بعدها جعفر نميري مجددا إلى السلطة محمولا على أكتاف مناصريه، وقام بتشكيل محاكم عرفية أصدرت أحكاما بالإعدام على قادة الحزب الشيوعي السوداني ومن بينهم عبد الخالق محجوب سكرتير عام الحزب وجوزيف قرنق، عضو الحزب والوزير الجنوبي بالحكومة.

#### التنمية
في المجال الأقتصادي تبنت حكومة نميري سياسة تأميم البنوك والشركات التجارية الكبيرة في البلاد وتحويلها إلى القطاع العام. كما قامت لاحقا بتشييد شبكة من الطرق بين المدن وتعاقدت مع شركة شيفرون الأمريكية للتنقيب عن النفط في كردفان وجنوب السودان وهو مشروع لم يكتمل آنذاك لدواعي، أمنية تماما كمشروع حفر قناة في ولاية جونقلي لتحويل مسار بحر الجبل وتفادي منطقة السدود بغية زيادة مياه نهر النيل. كما أحدثت تغييرات شملت قطاعات أخرى كالتعليم والخدمة المدنية وغيرها.[بحاجة لمصدر]

#### الدستور
وفي سعيه لحل مشكلة نظام الحكم قام جعفر نميري بحل مجلس قيادة الثورة وأجري استفتاء عام على رئاسة الجمهورية ليصبح النميري أول من حاز على لقب رئيس الجمهورية في السودان. وتم تشكيل لجنة حكومية لدراسة الهيكل الدستوري وكلف جعفر محمد علي بخيت بوضع المسودة، على أن يساعده كل من منصور خالد وبدر الدين سليمان (وكان الثلاثة من وزراء حكومة جعفر نميري ومنظرية ا في تلك الفترة). بينما حل الاتحاد الاشتراكي السوداني محل الأحزاب إلى جانب المنظمات والإتحادات الجماهيرية التابعة له، في إطار ما عرف آنذاك بفلسفة تحالف قوى الشعب العاملة (المقتبسة من نظام الرئيس جمال عبد الناصر في مصر).
أجريت أول انتخابات لبرلمان أطلق عليه اسم مجلس الشعب، فاز فيها كثير من أعضاء البرلمانات السابقة. وكان من الطبيعي أن تصطدم وجهة نظر واضعي مسودة الدستور بأعضاء المجلس، خاصة فيما يتعلق بعلمانية النظام أو إسلاميته لأن مسألة شكل النظام الجمهوري قد تم حسمها بتنصيب جعفر نميري رئيسا للجمهورية. واحتدم الجدل من جديد بين الفريقين العلماني والديني وكانت أول نقطة اثارها هذا الأخير هو خلو مسودة جعفر محمد بخيت من النص على دين الدولة الرسمي. وقال أحد النواب «إن الدستور قد نص على اللغة والعلم والأوسمة، فكيف يعقل أن يهمل الدين». أما الفريق العلماني وعلى رأسه جعفر محمد بخيت، «صاحب المسودة»، وصف مسألة النص على الدين بأنها «مسألة مظهرية وليست جوهرية ولا دلالة علمية لها، لأن الدولة كائن معنوي لا دين لها، وهي لا تمارس العبادة التي يمارسها الفرد والدولة هي اساس المواطنة لا الدين». وذهب الجنوبيون هذا المذهب ذاته عندما أكدوا على أن السودان دولة علمانية وليست دينية.

#### نميري والإسلاميين
أكسبت المشاكل السياسية التي حلت بحكومة جعفر نميري والمحاولات الانقلابية المتعددة النميري خبرة ومراسا في كيفية التعايش والتعامل مع المشاكل السياسة التي واجهت حكومته. فأتقن تكتيك ضرب الحركات والأحزاب السياسية ببعضها وتغيير تحالفاته. فصديق اليوم يصبح عدو الغد، وعدو الغد يمسي صديقا بعد غد. فبعد أن كان النظام يعتبر في بداياته صنيعة لليسار، نكص على عاقبيه وتحرر من قبضة اليساريين ليضم إلى معسكره قيادات حزبية بارزة، ثم اتجه نحو الإسلاميين الذين منحهم السانحة لتصفية حساباتهم مع اليسار. وفي غضون ذلك ازدهرت الحركة الفكرية الإسلامية في السودان واكتظت الساحة السياسية بالأفكار والأنشطة والجماعات الإسلامية، كل يبشر بأفكاره بدء بالأخوان المسلمين وجماعة انصار السنة مرورا بالطرق الصوفية المختلفة وانتهاء بالأحزاب التي دخلت الحلبة عن طريق طوائفها الدينية كالختمية والأنصار. وكانت هذه القوى كلها تدعو إلى تطبيق مبادئ إسلامية عامة.
قابل ذلك من الناحية الاقتصادية تدهور خطير في الإنتاج الزراعي والصناعي وتدني فظيع في عائدات الصادرات وعجز كبير في ميزان المدفوعات جعل البلاد تعيش في حالة أزمة اقتصادية حقيقية أدت إلى موجة من الأضرابات العامة هددت بانهيار حكومة نميري.
وفي فبراير / شباط 1980 م، استقال عدد من القضاة احتجاجا على تدخل الحكومة في شؤون القضاء. وفي يونيو /حزيران 1983م، هاجم نميري القضاة ووصفهم «بالتسيب» و«انعدام الأخلاق» وقام بطرد عدد منهم من الخدمة وجاء رد القضاة بتوقف جماعي عن العمل. وباءت محاولات الحكومة لسد الفراغ وملء الوظائف التي أخليت بالفشل، بما في ذلك محاولة الاستعاضة عنهم بقضاة متقاعدين أو قضاة يتم استجلابهم من الخارج (مصر)، فأعلن نميري ما أسماه «بالثورة القضائية» و«العدالة الناجزة» وتمثل ذلك في إصدار عدد من القوانين الجديدة تم نشر نصوصها للعامة بالصحف المحلية ووصل عددها إلى 13 قانون أبرزها قانون العقوبات الذي اشتمل على العقوبات الحدية، وهكذا ولدت التشريعات الإسلامية التي عرفت بقوانين الشريعة الإسلامية عند مؤيديها، أو بقوانين سبتمبر / أيلول عند معارضيها.

#### مشكلة الجنوب
تمثلت أولى خطوات حكومة النميري لتسوية مشكلة جنوب السودان في إعلان التاسع من يونيو / حزيران 1969 م، الذي انطلق من الأعتراف بالتباين والفوارق بين شمال السودان وجنوبه، وحق الجنوبيين في أن يطوروا ثقافتهم وتقاليدهم في نطاق سودان «اشتراكي» موحد مما يشكل نقطة تحول كبرى في سياسات الشمال تجاه جنوب السودان حيث أن ذلك يعني التخلي عن أهم توجه الأحزاب الشمالية في تسوية إشكالية الجنوب عن طريق نشر الثقافة العربية والدين الإسلامي في الأقاليم الجنوبية، لكن ذلك لم يشفع للنظام انتمائه الواضح لليسار في نظر المتمردين الجنوبيين الذين استغلوا هذا التوجه السياسي الجديد للشمال، فأعلنوا انهم يحاربون الشيوعية والتدخل السوفيتي في الجنوب.
بدأت حكومة نميري أولا بالاهتمام بالمسيحية، وجعلت العطلة الإسبوعية في الجنوب يوم الأحد بدلا عن يوم الجمعة، وسعت إلى تحسين علاقتها مع الكنيسة وبالتالي تحسين علاقات السودان بالغرب ومع البلدان الأفريقية وفي مقدمتها إثيوبيا التي كانت تحتضن قادة التمرد الجنوبيين.

##### إتفاقية أديس أبابا
وفي ظل هذه التحولات السياسية تم التوقيع على إتفاقية أديس أبابا في 3 مارس 1972 م، بين حكومة السودان والمتمردين الجنوبيين تحت وساطة إثيوبية ومجلس الكنائس العالمي ومجلس عموم أفريقيا الكنسي،
وتمخضت الاتفاقية عن وقف لأطلاق النار واقرار لحكم ذاتي إقليمي تضمن إنشاء جمعية تشريعية ومجلس تنفيذي عال، ومؤسسات حكم إقليمي في جنوب السودان واستيعاب ستة آلاف فرد من قوات حركة الأنيانيا في القوات المسلحة السودانية. كمااعترفت الاتفاقية باللغة العربية كلغة رسمية للبلاد واللغة الإنجليزية كلغة عمل رئيسية في جنوب السودان وكفلت حرية العقيدة وحرية إقامة المؤسسات الدينية في حدود المصلحة المشتركة وفي إطار القوانين المحلية. وجدت الاتفاقية معارضة من قبل بعض القوى السياسية أبرزها الاتحاد العام لجبال النوبة الذي وصفها وعلى لسان زعيمه الأب فيليب عباس غبوش بأنها تمثل خيانة لقضية السودانيين الأفارقة. كما انتقدها دعاة الانفصال من الجنوبيين لأنها لا تلبي مطامحهم وانتقدها أيضا القوميون العرب من السودانيين. وأشار نقادها إلى وجود ثغرات بها مثل حق الفيتو الذي يتمتع به رئيس الجمهورية ضد أي مشروع قرار صادر عن حكومة جنوب السودان يرى بأنه يتعارض مع نصوص الدستور الوطني. وواقع الحال أن الغرض من وضع هذا النص هو لكي يكون صمام أمان لوحدة البلاد.
ما أن تم وضع الاتفاقية موضع التنفيذ حتى دب الخلاف والصراع في جنوب السودان وأخذت الجمعية التشريعية الإقليمية صورة البرلمان الوطني نفسها من مشاهد لمنافسات حادة ذات ابعاد شخصية وخلافات عميقة ذات نعرة قبلية إلى جانب العجز في الكوادر الإدارية والنقص في الموارد البشرية والمادية وسوء الإدارة وانعدام الرقابة مما أدى إلى فشل كافة المشاريع التنموية في جنوب السودان وبحلول السبعينيات في القرن الماضي ساءت العلاقة بين أبيل الير رئيس المجلس التنفيذي الذي عينه الرئيس نميري دون توصية من المجلس التشريعي الإقليمي وزعيم المتمردين السابق جوزيف لاقو.
أدت اتفاقية أديس أبابا إلى فتح الباب على مصراعيه أمام البعثات التبشيرية المسيحية الغربية ومنظمات الدعوة الإسلامية من الدول العربية والإسلامية في تنافس حاد إلى جانب تفشي الانقسامات القبلية بين السياسيين الجنوبيين وباعلان تطبيق قوانين الشريعة الإسلامية ازداد التذمر وسط الجنوبيين بما في ذلك الكنيسة التي جاهرت بمعارضتها، ولم تفلح محاولات الحكومة لتهدئتهم من خلال تنظيم جولات للحوار معهم سعيا إلى إقناعهم بأن الشريعة الإسلامية لا تمس حقوقهم.

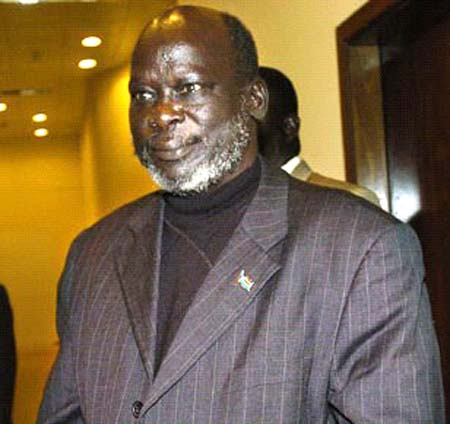
جون قرنق دي مابيور.

##### الحرب الأهلية الثانية
وبحلول عام 1983 م، بلغ الاحتقان ذروته وتفجر الوضع في الجنوب عندما رفضت فرقة عسكرية في مدينة واو عاصمة إقليم بحر الغزال بالجنوب الأوامر الصادرة إليها بالانتقال إلى الشمال واغتالت الضباط الشماليين وفرت بعتادها إلى الغابة مطلقة على نفسها اسم حركة «انيانيا ـ 2»، وهكذا بدأ التمرد الثاني.
وأرسلت الحكومة ضابطا جنوبيا برتية عقيد هو جون قرنق دي مابيور لتثنية الفرقة المتمردة عن تمردها وحثها على إلقاء السلاح، إلا أن العقيد جون قرنق إنضم الي المتمردين في الغابة بدلا عن تهدئتهم واقناعهم بالعدول عن التمرد، منشئا الجيش الشعبي لتحرير السودان وجناحها المدني الحركة الشعبية لتحرير السودان. وبدأ العد التنازلي لحكم جعفر نميري، والسودان بدون دستور دائم أو نظام للحكم متفق عليه مع حرب مستعرة في جنوبه وحالة من الأرتباك السياسي والضبابية لم يعهدها من قبل.

### حكومة سوار الذهب العسكرية المدنية الانتقالية
إذا كان استيلاء الجيش على الحكم بقيادة العقيد جعفر محمد نميري قد جاء مفاجئا، على الأقل للبعض، فإن مجيء الفريق عبد الرحمن سوار الذهب إلى سدة الحكم في 6 ابريل / نيسان 1985 م، لم يكن مفاجئا بل كان الحدث الذي توقعه كثيرون على الاقل منذ فترة قبل وقوعه.
وتماما كما بدأت احتجاجات أكتوبر / تشرين الأول 1964 م، عفوية بسيطة سرعان ما تطورت إلى عصيان مدني شامل أجبر العسكر على التنازل عن السلطة، بدأت احتجاجات ابريل/ نيسان 1986 م، بمظاهرات بسيطة عفوية ضد التسعيرة الجديدة المرتفعة التي وضعتها الحكومة لبعض السلع ومن ضمنها السكر، إلا أن مظاهرات «السكر المر» كما أطلق عليها سرعان ما تطورت إلى إضرابات واحتجاجات متواصلة رغم تراجع الحكومة عن التسعيرة الجديدة، حتى اضطرت القيادة العامة للجيش التدخل لتفادي تردي الأوضاع الأمنية وتفشى الفوضى أمام عجز الحكومة التي كان يرأسها نائب الرئيس عمر محمد الطيب ـ كان الرئيس نميري خارج البلاد في زيارة للولايات المتحدة ـ في احتواء الأزمة.
في صباح يوم السبت 6 أبريل / نيسان 1985 م، أذاع الفريق أول عبد الرحمن سوار الذهب وزير الدفاع والقائد العام لقوات الشعب المسلحة بيانا أعلن فيه الاستيلاء على السلطة وإنهاء حكم الرئيس نميري.
وجاء في تبرير تلك الخطوة بأن
. حسبما جاء في بيان الفريق عبد الرحمن سوار الذهب.
وصدرت بعد ذلك عدة قرارات نصت على تعطيل العمل بالدستور وإعلان حالة الطوارئ في البلاد، وإعفاء رئيس الجمهورية ونوابه ومساعديه ومستشاريه ووزرائه وحل الاتحاد الاشتراكي، إلا أن أهم ما جاء في تلك القرارات والأوامر هي أهداف مرحلة التغيير التي وصفت بأنها «مرحلة انتقالية، لا تهدف إلى استبدال نظام عسكري بآخر»، بل أنها جاءت من أجل احتواء كل الآثار المترتبة في فترة الحكم الماضي في شتى المجالات الاقتصادية والسياسية والاجتماعية، بالإضافة إلى إعداد ميثاق عمل سياسي وطني يقوم على مرتكزات أساسية (الاستقلال التام، الحفاظ على الوحدة الوطنية) أي باختصار التمهيد لحكومة تعمل على حل مشاكل السودان السياسية وفي مقدمتها مشكلة الحكم والحرب في الجنوب. وفي 9 أبريل / نيسان 1985 م، أعلن عن تشكيل مجلس عسكري انتقالي لممارسة أعمال السلطتين السلطة التشريعية والتنفيذية برئاسة الفريق أول عبد الرحمن سوار الذهب والفريق أول تاج الدين عبد الله فضل نائبا له، وعضوية 13 من كبار ضباط الجيش من بينهم اثنان من أبناء جنوب السودان.
كما تم تشكيل حكومة مدنية برئاسة الجزولي دفع الله.

### الحكم المدني الثالث
أنجز الفريق عبد الرحمن سوار الذهب وعده بعد انقضاء مهلة العام في سابقة فريدة من نوعها في أفريقيا والعالم العربي. ولأول مرة يتخلي قائد انقلاب عسكري عن السلطة طواعية وبعد وعد قطعه على مواطنيه دون أن أي مقابل سياسي أو مادي خاص. وجرت الانتخابات في موعدها وفاز فيها حزب الأمة الجديد بزعامة الصادق المهدي، متقدما على غيره من الأحزاب وتولى رئاسة مجلس الوزراء، بينما جاء الحزب الإتحادي الديمقراطي في المرتبة الثانية الذي كان يتزعمه أحمد الميرغني وتولى رئاسة مجلس رأس الدولة، فيما خرج منها حزب الجبهة الإسلامية القومية وزعيمه حسن الترابي ليتصدر صفوف المعارضة في البرلمان. وسلم سوار الذهب السلطة إلى الحكومة المدنية الجديدة.
اتسمت فترة الديمقراطية الثالثة بعدم الاستقرار، إذ تم تشكيل خمس حكومات ائتلافية في ظرف أربع سنوات. قام الحزب الإتحادي الديمقراطي الذي خرج من الحكومة الائتلافية بتوقيع اتفاق سلام مع الحركة الشعبية لتحرير السودان التي حققت انتصارات عسكرية نتيجة للمساعدات العسكرية والدعم السياسي الذي تلقته من إثيوبيا وبعض الدول الأفريقية المجاورة للسودان، والمنظمات الكنسية. ونص الأتفاق على وقف لإطلاق النار إلى جانب رفع حالة الطواريء بغية تمهيد الطريق أمام مؤتمر دستوري عام، على أن يسبقه تجميد العمل بالعقوبات الحدية (الشريعة الإسلامية أو قوانين سبتمبر كما كان يطلق عليها) أواستبدالها بقوانين جديدة مماثلة.
كانت الهزائم المتلاحقة التي منيت بها القوات الحكومية في جنوب السودان سببا في تذمر القيادة العامة للجيش التي عقدت اجتماعا وتقديمها مذكرة لرئيس الحكومة الصادق المهدي، مطالبة أياه بالعمل على تزويد الجيش بالعتاد العسكري الضروري، أو وضع حد للحرب الدائرة في الجنوب. وأحدثت المذكرة بلبلة سياسية في البلاد لأنها تتضمن تهديدا مبطنا للحكومة أو على الأقل توبيخا رسميا لتقصيرها في إحدى مهامها الأساسية وهي الدفاع عن البلاد، بإهمالها التزاماتها تجاه الجيش. كما كانت تلك المذكرة مؤشرا خطيرا لتدخل الجيش في السياسة بشكل مباشر؛ بل كان من الغريب أن يقحم جيش - في نظام ديمقراطي- نفسه في السياسة مبتعدا عن المهنية، ويخطر رئيس الحكومة علنا وبشكل مباشر، وليس عن طريق وزير الدفاع، بما يجب أن يعمله لحل المشاكل الوطنية. تدهورت العلاقة بين الجيش وحكومة الصادق المهدي بعد توجيه الفريق فتحي أحمد علي القائد العام إنذارا إلى الحكومة وطالبها بالاعتدال في مواقفها السياسية ورفع المعاناة عن كاهل المواطنين. رفض الصادق المهدي هذا التهديد واصدر حزب الأمة بيانا إدان فيه مسلك القائد العام وتدخل الجيش في السياسة.
لكن نتيجة تلك المذكرة كانت رضوخ حكومة المهدي في نهاية المطاف للضغوط وأعلانها قبول اتفاقية السلام التي أبرمها الحزب الإتحادي الديمقراطي مع الحركة الشعبية لتحرير السودان، وبطبيعة الحال كانت تلك الخطوة بداية النهاية لحكومة الصادق المهدي الديمقراطية.

### انقلاب الحركة الإسلامية
في العام 1989 قامت الجبهة الإسلامية بانقلاب عسكري تحت اسم ثورة الإنقاذ الوطني، في بداية الانقلاب لم يكن معروفا توجه الانقلابين السياسي ثم ظهرت الجبهة الإسلامية بزعامة حسن عبد الله الترابي من وراءه، وكنتيجة لسياسات الحكومة السودانية الجديدة فقد تردت علاقاتها الخارجية وتمت مقاطعة السودان وإيقاف المعونات من قبل الولايات المتحدة الأمريكية، وتم إدراجه ضمن قائمة الدول الراعية للإرهاب.
نجحت حكومة المؤتمر الوطني (كما عرفت لاحقا) باستخراجها وتصديرها للنفط الذي وفر دخلا كبيرا ومنتظما للحكومة حتى انفصال الجنوب.
في العام 1999 حيث قامت الحكومة بتجريد حسن عبد الله الترابي من جميع صلاحياته كرئيس للمجلس الوطني واتهمته بمحاولة نزعه من السلطة وتم اعتقاله، وهكذا نشأ المؤتمر الشعبي وانقسم الحزب لفريقين، اندلعت في العام 2003 م أزمة دارفور حيث اتهمت الحكومة السودانية بتسليح قبائل من أهل دارفور (الجنجويد) لاستخدامهم في قمع التمرد مما أدى لتأسيس العديد من حركات التمرد منها حركة العدل والمسااواة التي يتزعمها خليل إبراهيم الذي اغتيل في العام 2011 وحركة تحرير السودان وحركات أخرى. على خلفية الأزمة المشتعلة في دارفور أصدر مدعي عام المحكمة الجنائية الدولية في لاهاي لويس مورينيو أوكامبو مذكرة اعتقال بحق الرئيس البشير (والتي تعتبر سابقة) متهما إياه بارتكاب جرائم حرب وجرائم ضد الإنساتية.

#### مشكلة الجنوب
أعلنت حكومة الإنقاذ الوطني تفعيل قانون الدفاع الشعبي الذي صدر عام 1984 ولم يتم تفعيله، وأنشأت قوات الدفاع الشعبي وقوامها من المتطوعين الذين استجابوا لإعلان الحكومة الجهاد ضد الحركات المتمردة وا فتتحت معسكرات التدريب التي تزايدت حتى غطت معظم أرجاء السودان وشارك مجندو الدفاع الشعبي في العمليات الحربية مع القوات المسلحة في عمليات حملت اسم «صيف العبور».
وفي أغسطس 1991 وبعد سقوط نظام منغستو في إثيوبيا وانشقاق الحركة الشعبية، حاولت الحكومة الاستفادة من هذا الانشقاق فأجرت الاتصال منفردة مع لام أكول بوثيقة عرفت باسم «وثيقة فرانكفورت» والتي وقعت في يناير من عام 1992، إلا أن الحكومة السودانية أنكرتها بعد ذلك. وفي مايو 1992 وتحت رعاية الرئيس النيجيري إبراهيم بابنجيدا أجريت الجولة الأولى للمفاوضات في أبوجا، ثم الجولة الثانية في مايو من عام 1993، ولكن لم تسفر هذه المفاوضات عن شيء. وتضاعفت الجهود الدولية من خلال «منظمة الإيغاد» إلى أن تم توقيع اتفاق اطاري يسمي «بروتوكول ماشاكوس» وذلك في يوليو من عام 2005 والذي أعطى للجنوب حكم ذاتي لفترة انتقالية مدتها 6 سنوات، وحق تقرير المصير وفرصة للجنوبيين لتفكير في الانفصال، كذلك أعطى الفرصة في بناء مؤسسات الحكم الانتقالية كنوع من الضمانات.

##### اتفاقية نيفاشا
تم التوقيع على إتفاقية السلام الشامل في نيفاشا بين حكومة السودان ممثلة بنائب رئيس الجمهورية علي عثمان محمد طه ورئيس الحركة الشعبية لتحرير السودان الدكتورجون قرنق دي مبيور، والتي وضعت حدا للحرب الأهلية الثانية في جنوب السودان ومنحت إقليم جنوب السودان حكما ذاتيا ومشاركة في الحكم المركزي، ونصت على تنظيم استفتاء حول الوحدة أو الاستقلال في العام 2011. كما تم التوقيع على الدستور الانتقالي الجديد في عام 2005.

##### انفصال الجنوب

استمارة استفتاء تقرير مصير جنوب السودان عام 2011 م

اجري استفتاء عام بتاريخ 9 يناير / كانون الثاني 2011 أدلى فيها سكان جنوب السودان بأصواتهم، واقترعوا بنسبة كبيرة لصالح الانفصال.
وفي الساعة الثامنة والخمسة واربعون دقيقة من صباح يوم السبت التاسع من شهر يوليو / تموز عام 2011 أنزل علم جمهورية السودان من مدينة جوبا، عاصمة الجنوب ورفع علم الحركة الشعبية لتحرير السودان - الذي اختير ليكون علم الدولة الجديدة- إيذانا بمولد دولة جنوب السودان، وبذلك يكون قد تم انجاز آخر خطوة من خطوات تنفيذ بنود اتفاقية السلام الشامل المبرمة بين حكومة السودان والحركة الشعبية لتحرير السودان. وكان السودان أول من أعترف بالدولة الجديدة.

#### الانتخابات السودانية العامة (2010)

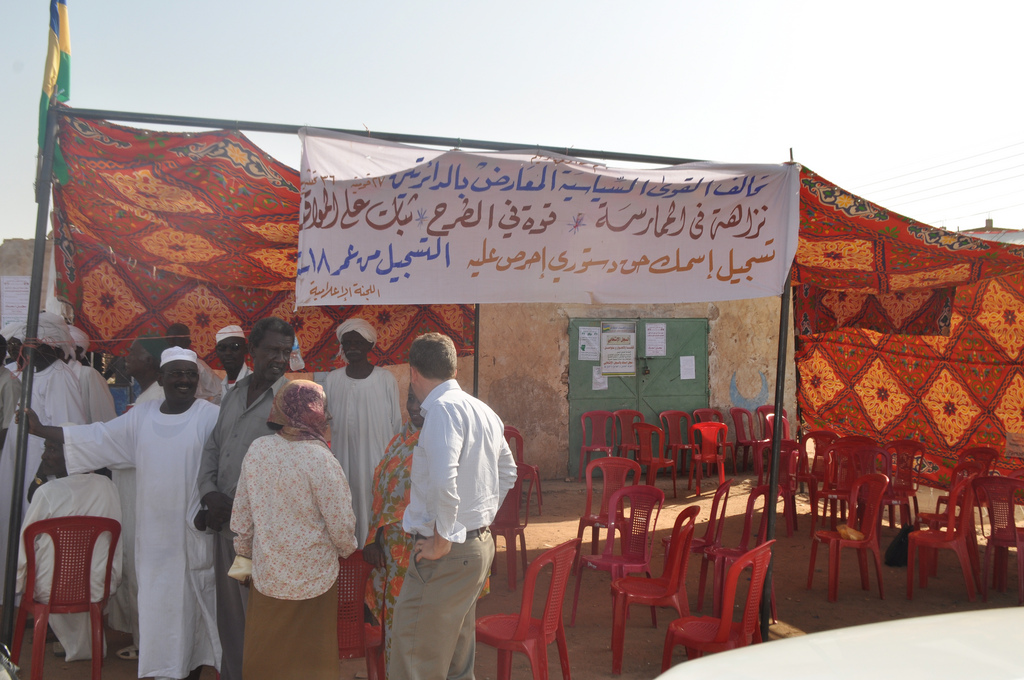
أحد مراكز التسجيل للانتخابات في الخرطوم، 2009 م

آخر انتخابات تمت بموجب اتفاقية نيفاشا شارك فيها مليون ناخب و14 الف مرشح واتسمت بالتعقيد والتركيب. كانت مركبة لأنه تم انتخاب رئيس الجمهورية وأعضاء المجلس التشريعي المركزي والمجالس الإقليمية والولاة في وقت واحد. وكانت معقدة حيث تم العمل بنظام الأغلبية البسيطة (حددت بنسبة 60%) إذا كان المرشح برلمانيا والأغلبية المطلقة إذا كان ينافس في منصب رئيس الجمهورية (أي أكثر من نصف الأصوات) وإلا يتم تنظيم جولة ثانية من التصويت. كما تم العمل بنظام التمثيل النسبي في البرلمان بحيث تفوز الأحزاب بعدد من المقاعد يتناسب وعدد الأصوات التي حصلت عليها.